# Автомобільна промисловість у Швеції

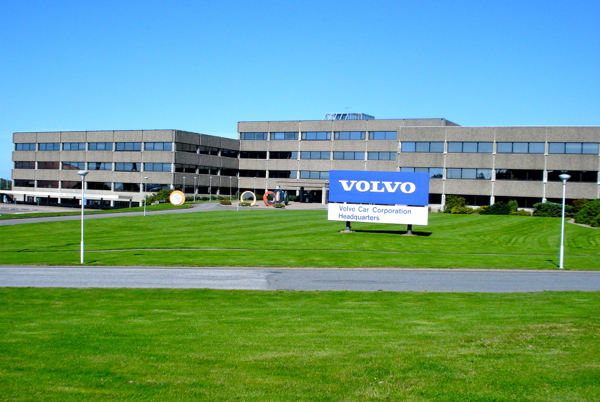
Volvo Car Corporation

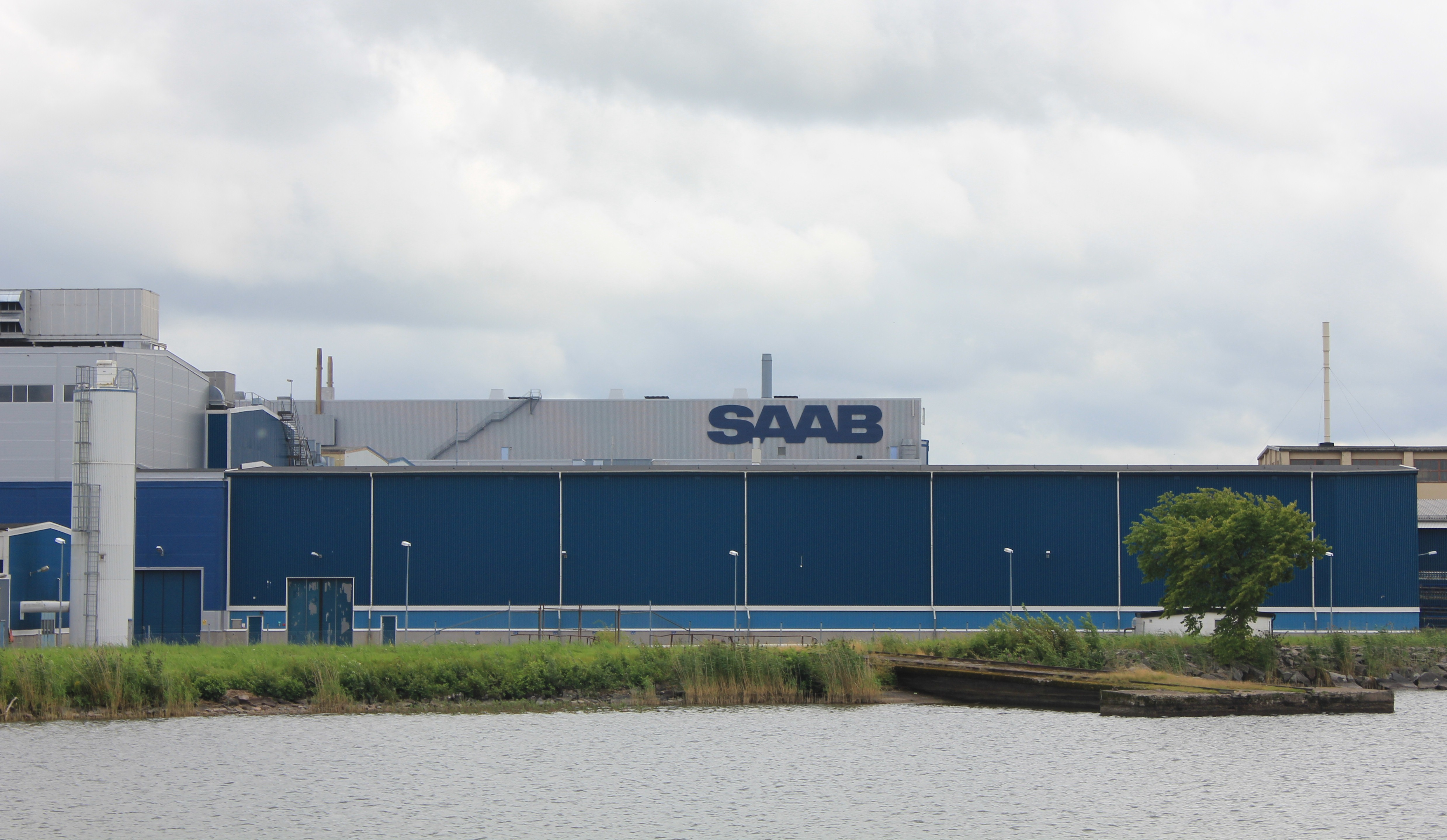
Saab Automobile

Автомобільна промисловість Швеції — галузь економіки Швеції.
Автомобільна промисловість та її субпідрядники є важливою частиною шведської промисловості.
Автомобільна промисловість у Швеції в основному пов'язана з виробниками легкових автомобілів Volvo Cars та Saab Automobile, проте Швеція також є батьківщиною і для двох великих виробників вантажівок у світі: Volvo AB та Scania AB.
Koenigsegg також є відомою шведською компанією, яка виробляє одні з найшвидших автомобілів у світі, але також і одні з найдорожчих. Зараз вона виробляє такі моделі, як Jesko, Gemera та CC850.
Шведський автопром широко відомий на європейському і американському ринках завдяки передовим і безпечним автомобілям, включаючи бренди Saab та Volvo, хоча їхнє виробництво (150—200 тисяч на рік) не входить до числа найбільших в Європі та світі.
Автомобільна промисловість значною мірою залежить від експорту, оскільки приблизно 85% легкових автомобілів та 95% вантажних автомобілів продається за межами Швеції.
Протягом 2009 року у Швеції було вироблено 128,738 легкових автомобілів і 27,698 вантажних автомобілів.
У 2011 році приблизно 110,000 осіб було зайнято в галузі, а експортний дохід у розмірі 150 мільярдів шведських крон становив 12 відсотків експортного доходу Швеції.

## Історія

### До 1918 року

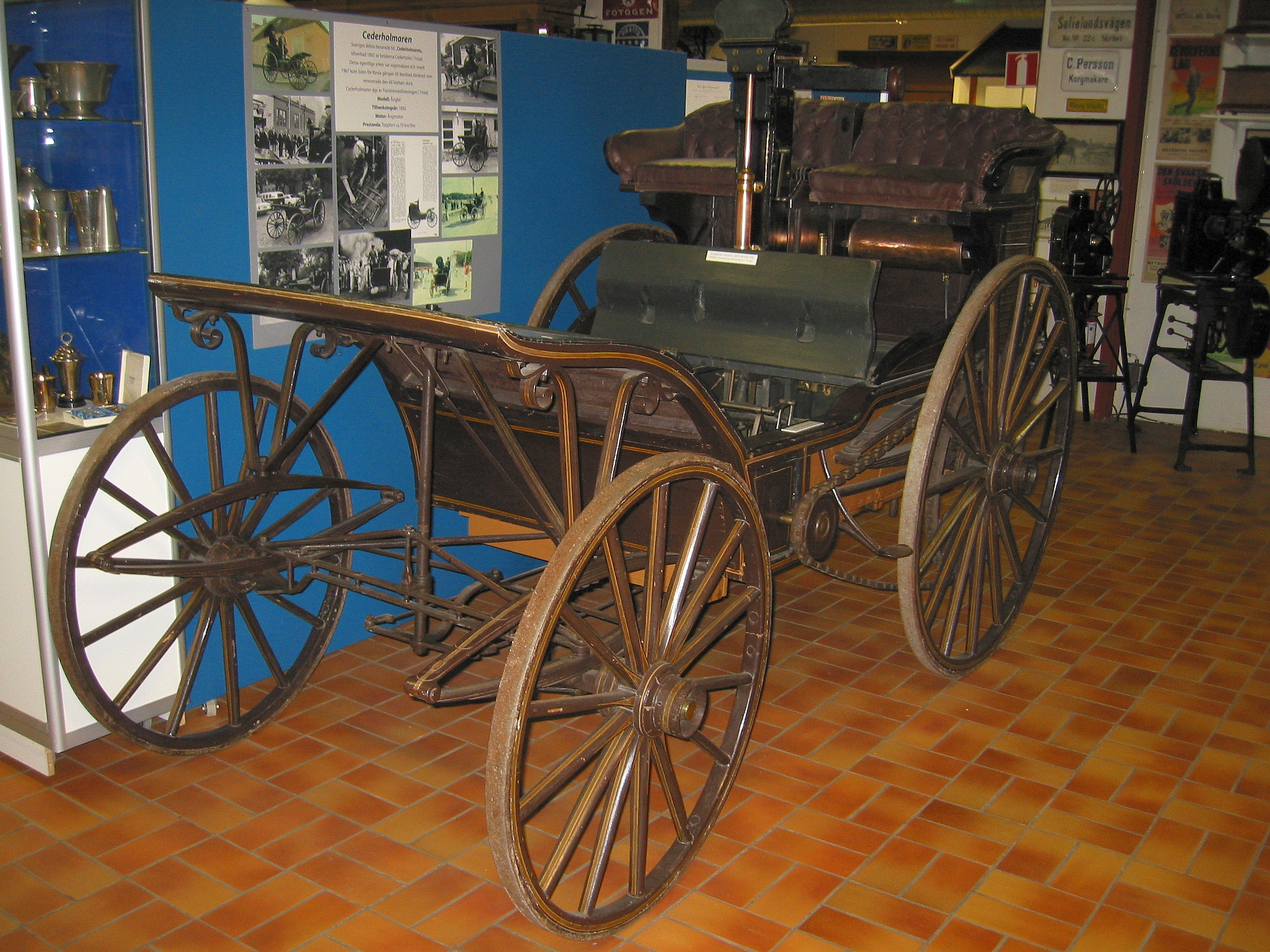
Cederholm #2, побудований у 1894 році

Першим шведським автомобілем був паровий автомобіль, побудований у 1891—1992 роках братами Джьонсом і Андерсом Седерхольмами (Jöns and Anders Cederholm). Вони планували використовувати його для перевезення між їхнім будинком в Істаді та їхнім літнім будинком за межами міста. На жаль, автомобіль був зруйнований у результаті першої у Швеції автомобільній аварії. Але брати Седерхольми незабаром побудували другу, покращену версію свого парового автомобіля, повторно використовуючи багато частин з першої. Автомобіль зберігся в музеї в Скюрупі.
У 1898 році Густав Еріксон (Gustaf Erikson) на Surahammars Bruk побудував автомобіль з двигуном внутрішнього згоряння для Vabis у Седертельє. Еріксон постійно удосконалював свій автомобіль, доки Vabis був задоволений, і почав виробництво автомобілів і вантажівок у 1902 році.
Гаральд Хаканссон (Harald Håkansson) побудував перший електричний автомобіль у Швеції від імені AB Atlas у 1900 році. На жаль, проєкт не вийшов за рамки цього одного прототипу.
Виробник велосипедів Maskinfabriks-Aktiebolaget Scania в Мальме почав виробляти автомобілі і вантажівки в 1902 році. Компанія об'єдналася з Vabis у 1911 році, створюючи Scania-Vabis. Нова компанія сконцентрувала своє виробництво автомобілів і легких вантажівок у Седертельє, тоді як завод у Мальме будував важкі вантажівки.
У 1903 році Tidaholms Bruk побудував вантажівку під назвою Tor. Після другого прототипу Tor компанія почала виробництво в більшому масштабі під назвою Tidaholm. Tidaholm побудував невелику кількість автомобілів, але їхньою основною продукцією були важкі вантажівки і автобуси.
Åtvidabergs Vagnfabrik використовував американський High wheeler (автомобіль на високих колесах) як модель для свого автомобіля в 1910 році. Цей автомобіль був настільки застарілим, що Åtvidaberg не вдалося продати більш ніж 12 з них. Решта автомобілів були перетворені в дрезини і шляхові машини для залізничного огляду.

### 1919—1945 рік

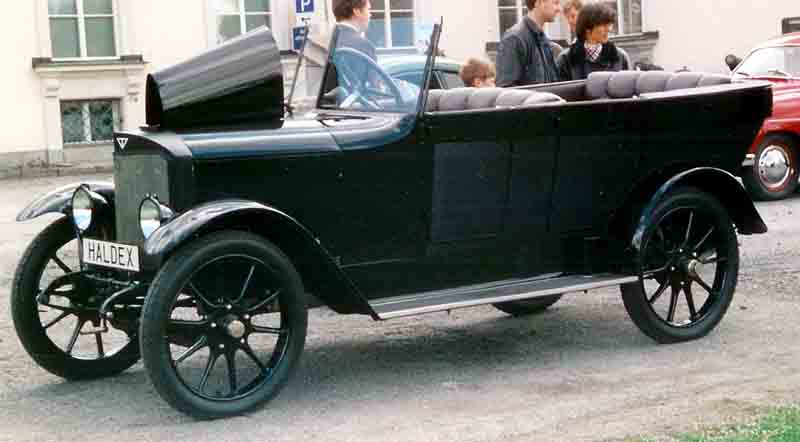
Thulin A 1920 року

Шведський виробник літаків AB Thulinverken у місті Ландскруна почав будувати автомобілі в 1920 році. Автомобіль був заснований на конструкції німецького виробника AGA. Виробництво було обмеженим, тому коли Volvo почала виробництво в 1927 році, Thulin покинув автомобільну промисловість після того, як лише приблизно 500 автомобілів було побудовано.
У 1921 році Scania-Vabis збанкрутувала. Після реконструкції компанія вирішила відмовитися від виробництва легкових автомобілів, закрити свій завод у Мальме і зосередитися на виробництві вантажних автомобілів у Седертельє. Ситуація стала змінюватись на краще, коли компанія Scania-Vabis отримала велике замовлення на автобуси від шведської поштової служби. Великі і потужні вантажівки Scania-Vabis також використовувались для прибирання снігу та інших робіт, пов'язаних з технічним обслуговуванням дорожнього руху у Швеції.
У 1920-ті роки Ford Motor Company та General Motors відкрили заводи зі складання автомобілів у Швеції. Chrysler Corporation співпрацює з Svenska AB Bilfabriken. Завод Ford у Стокгольмі був активним до середини 1950-х років.
Volvo почала виробництво легкових автомобілів і легких вантажівок в Гетеборзі в 1927 році за підтримки виробника кулькових підшипників SKF. Виробництво легкових автомобілів було обмеженим протягом перших десятиліть, але вантажівки були успішними й зберегли компанію прибутковою.
Під час Великої депресії Tidaholm почав втрачати гроші і, нарешті, зупинив виробництво автомобілів у 1934 році. Приблизно 850 автомобілів було вироблено з 1903 року.
Компанія AB Nyköpings Automobilfabrik (ANA) почала складання автомобілів в 1937 році, спочатку за ліцензією від американського Chrysler Corporation, а пізніше і від європейських компаній, таких як Standard Motor Company та Simca. Складання автомобілів зупинилось, коли компанія Saab купила ANA в 1960 році.

### 1946—1970 рік

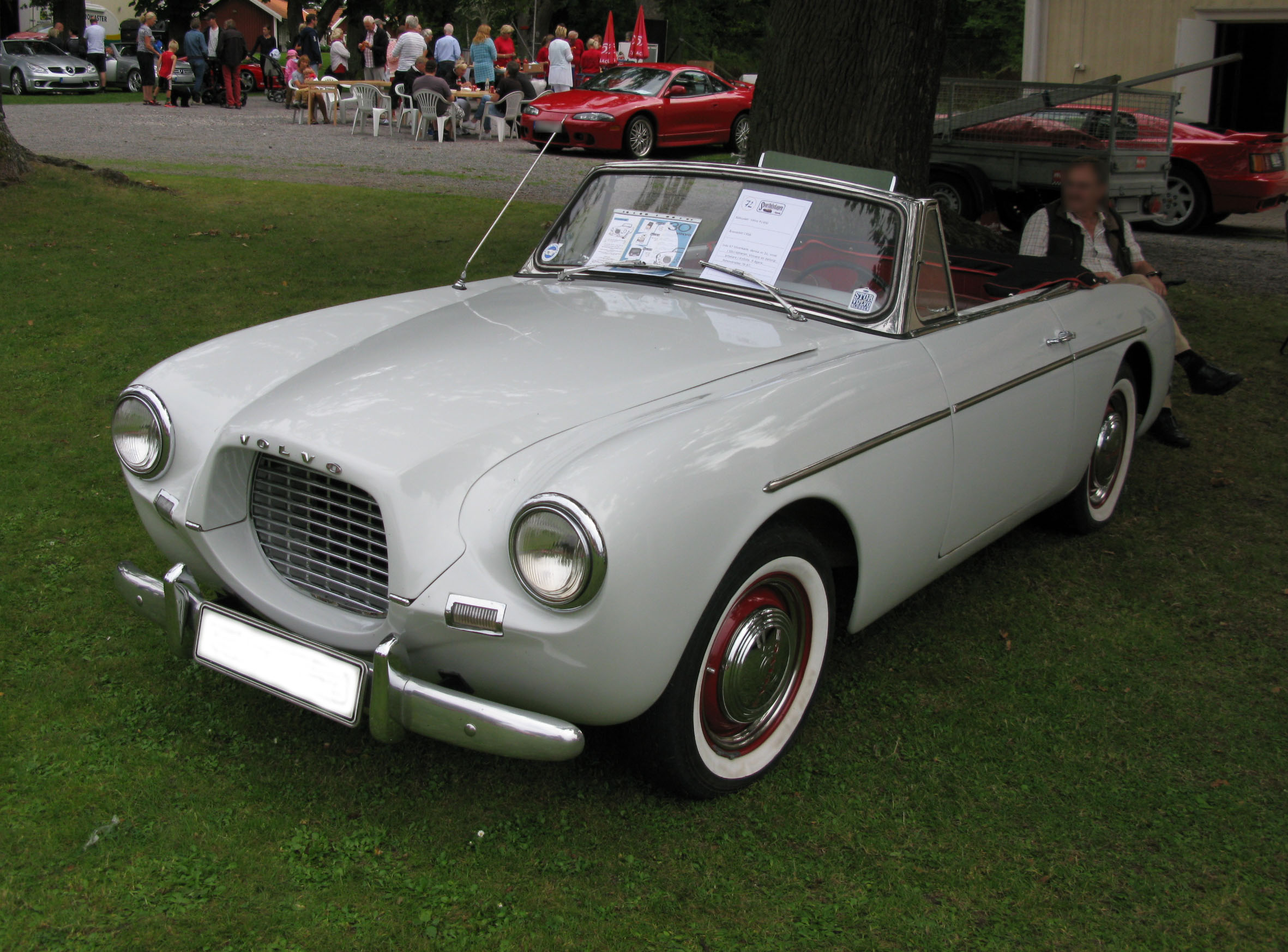
Volvo P1900 (1956–1957)

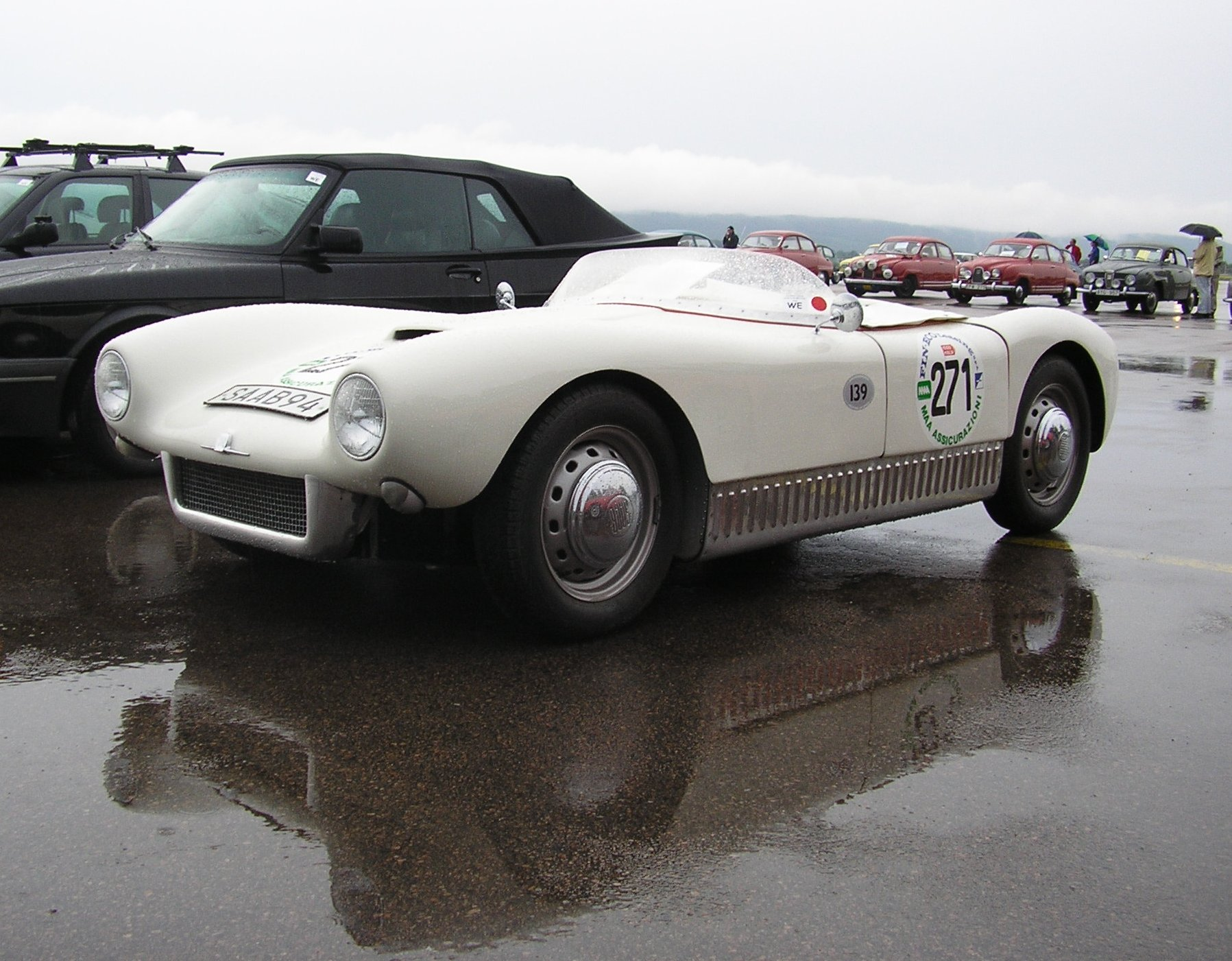
Saab Sonett I (1955–1957)

Після Другої світової війни виробник військових літаків Saab AB почав шукати цивільний продукт, щоб заповнити свої майстерні. Відповідь знайшли — це були легкові автомобілі. Виробництво невеликого автомобіля Saab почалося в 1949 році в Тролльгеттані.
Обидві компанії, Volvo та Scania-Vabis, почали експортувати свої вантажівки в 1930-ті роки, але аж у 1950-х роках обсяги стали зростати. Вантажівки  були потрібні у відновленні Європи після війни, так само як і інша шведська продукція. До кінця десятиліття Volvo та Saab, серед решти європейських автомобільних виробників, почали експортувати легкові автомобілі на величезний американський ринок.
Volvo та Saab були успішними в ралійному спорті у 1960-х роках. Успіхи Saab з топовим водієм Еріком Карлссоном (Erik Carlsson) на Ралі Монте-Карло (Monte Carlo Rally) та Рейді Великої Британії (RAC Rally) відкрили новий ринок для невеликого автомобільного виробника у Великій Британії. На жаль, США і Британія будуть залишатися практично єдиними експортними ринками для Saab, що зрештою призведе до фатальних наслідків для обсягів виробництва.
Між 1969 і 1971 роками Кальмар Веркстад (Kalmar Verkstad) випустив автомобіль, спеціально побудований для шведської поштової служби під назвою Tjorven. Kalmar Verkstad також експериментував з вантажівкою з напівпричепом, але цей проєкт не матеріалізувався.
У 1969 році сім'я Валленберг (Wallenberg) об'єднала своїх виробників літаків та автомобілів Saab зі своїм же виробником вантажівок Scania-Vabis в одну компанію, яка називається Saab-Scania. Півтора року раніше виробник вантажівок упустив назву Vabis, а їхня продукція з тих пір продавалась тільки під назвою Scania.

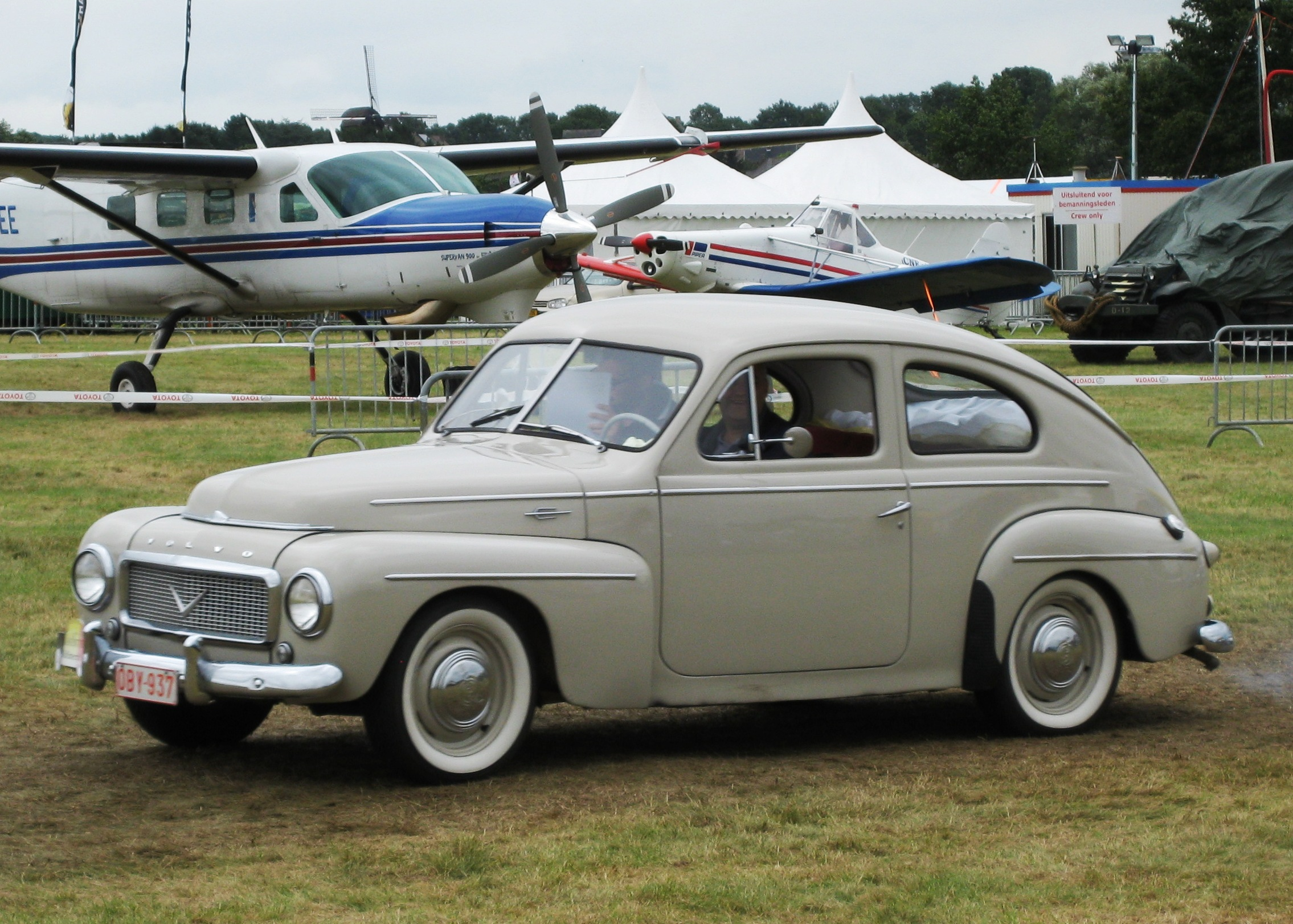
Volvo PV444 (1944–1958)
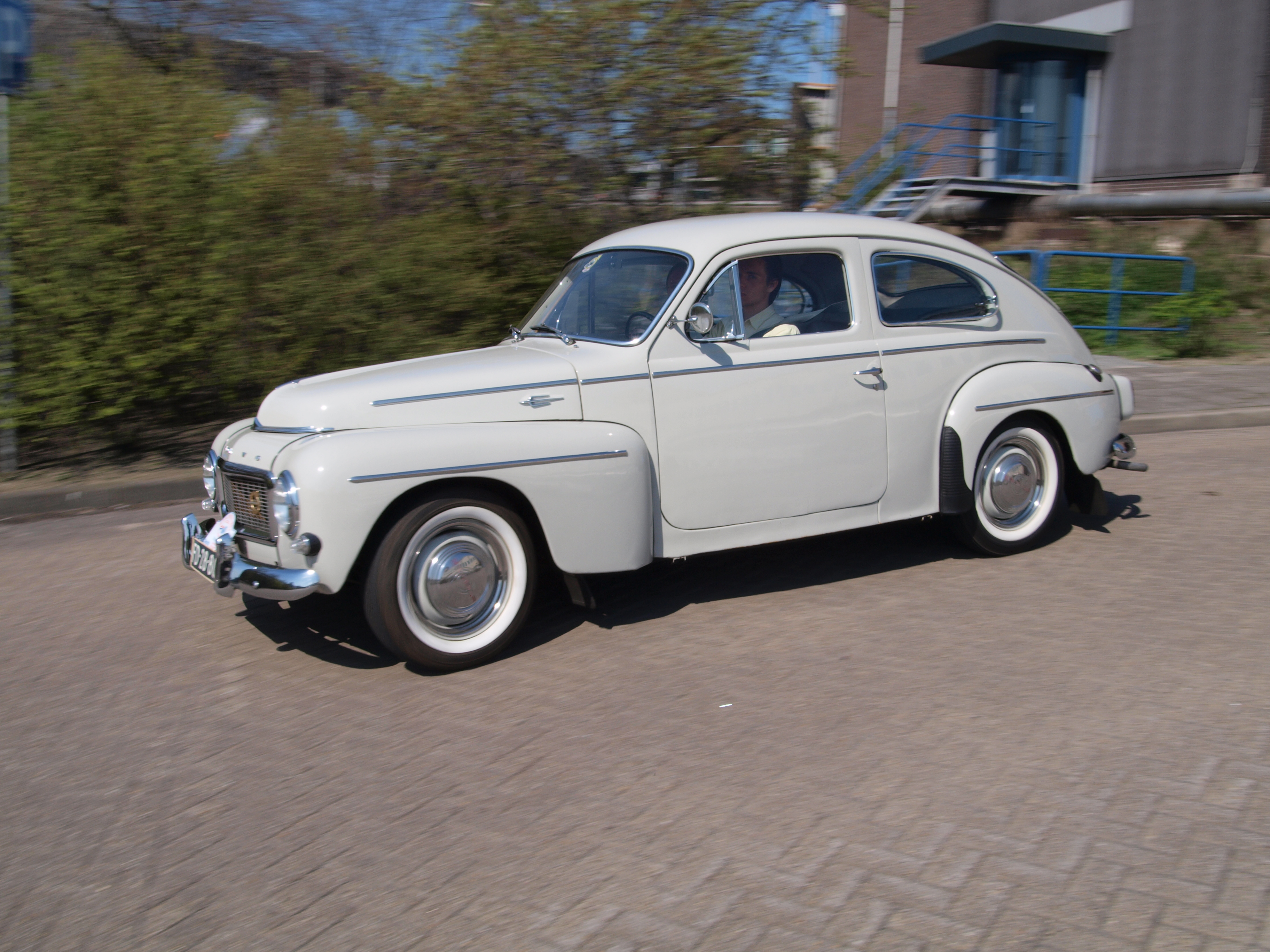
Volvo PV544 (1958–1966)
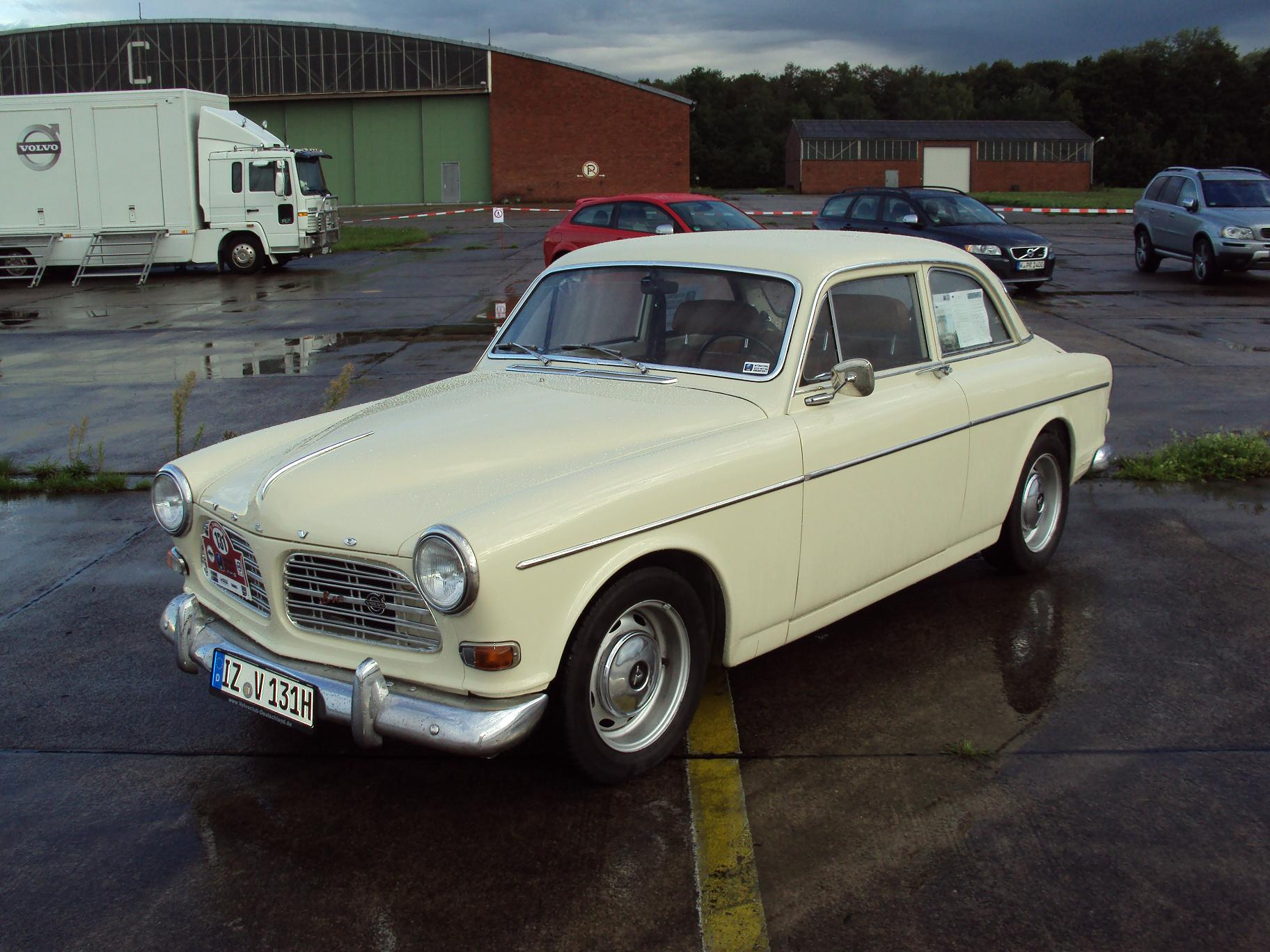
Volvo Amazon (1956–1970)
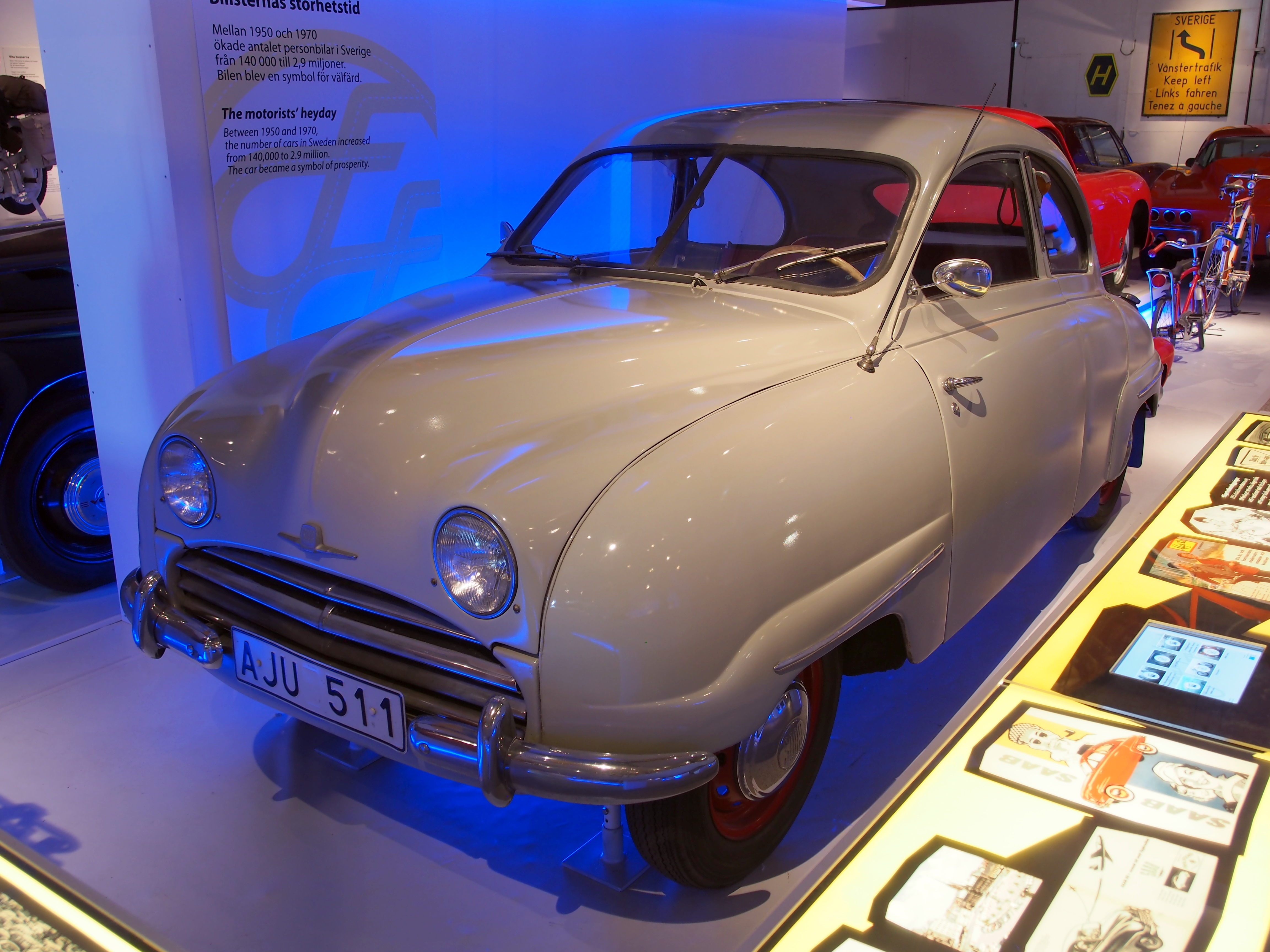
Saab 92 (1949–1956)
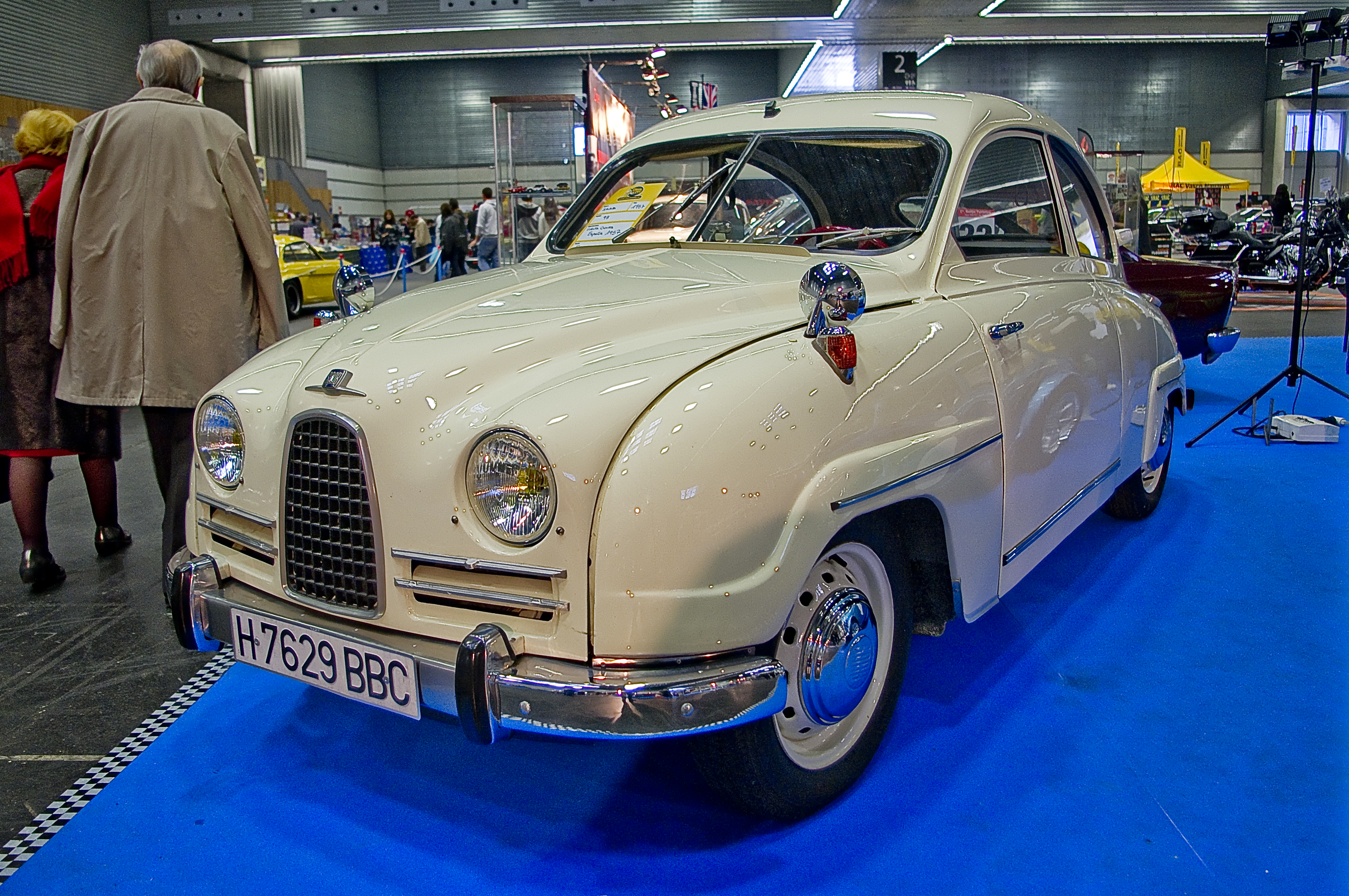
Saab 93 (1956–1960)
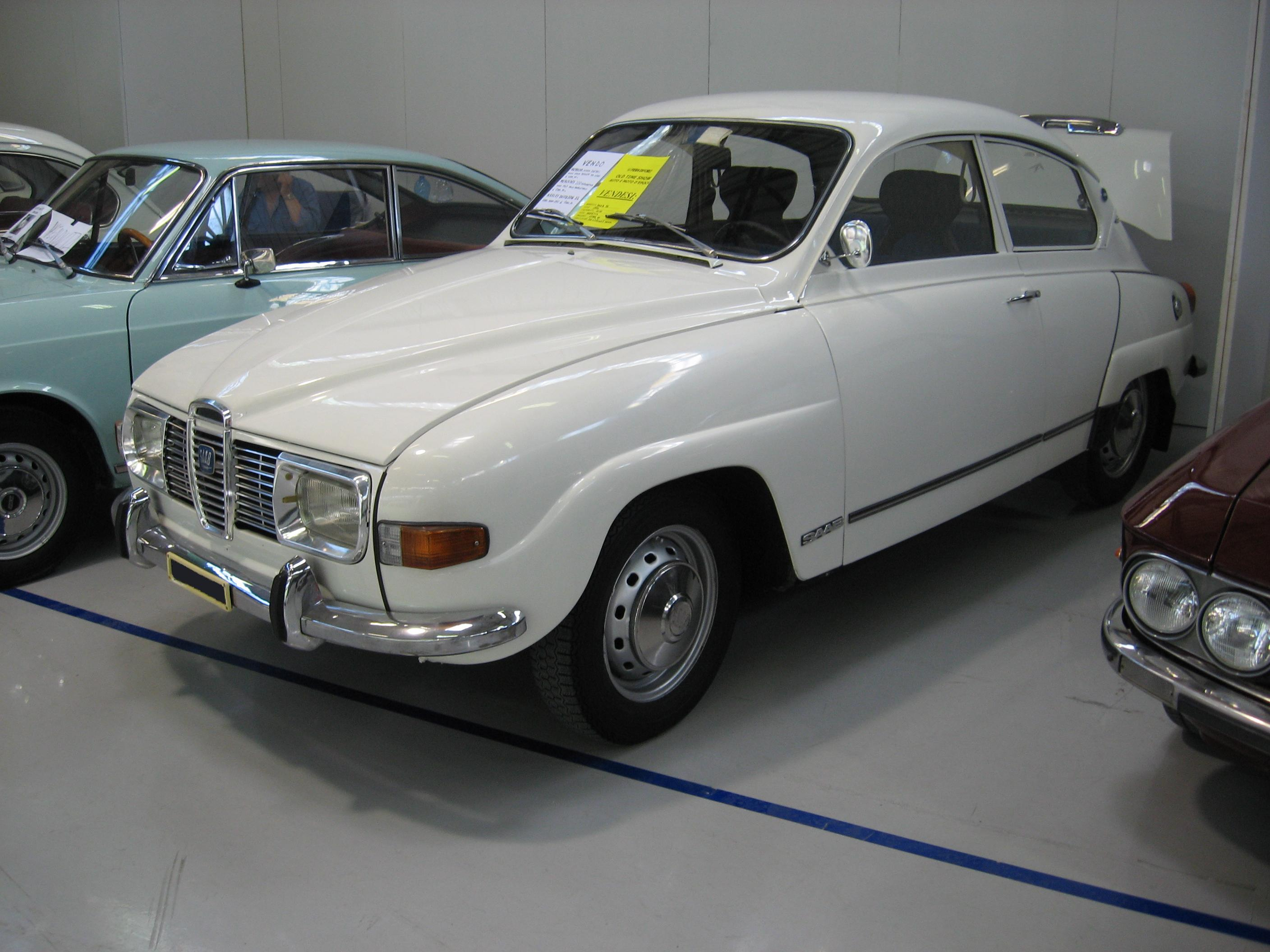
Saab 96 (1960–1980)

### 1970—2000 рік

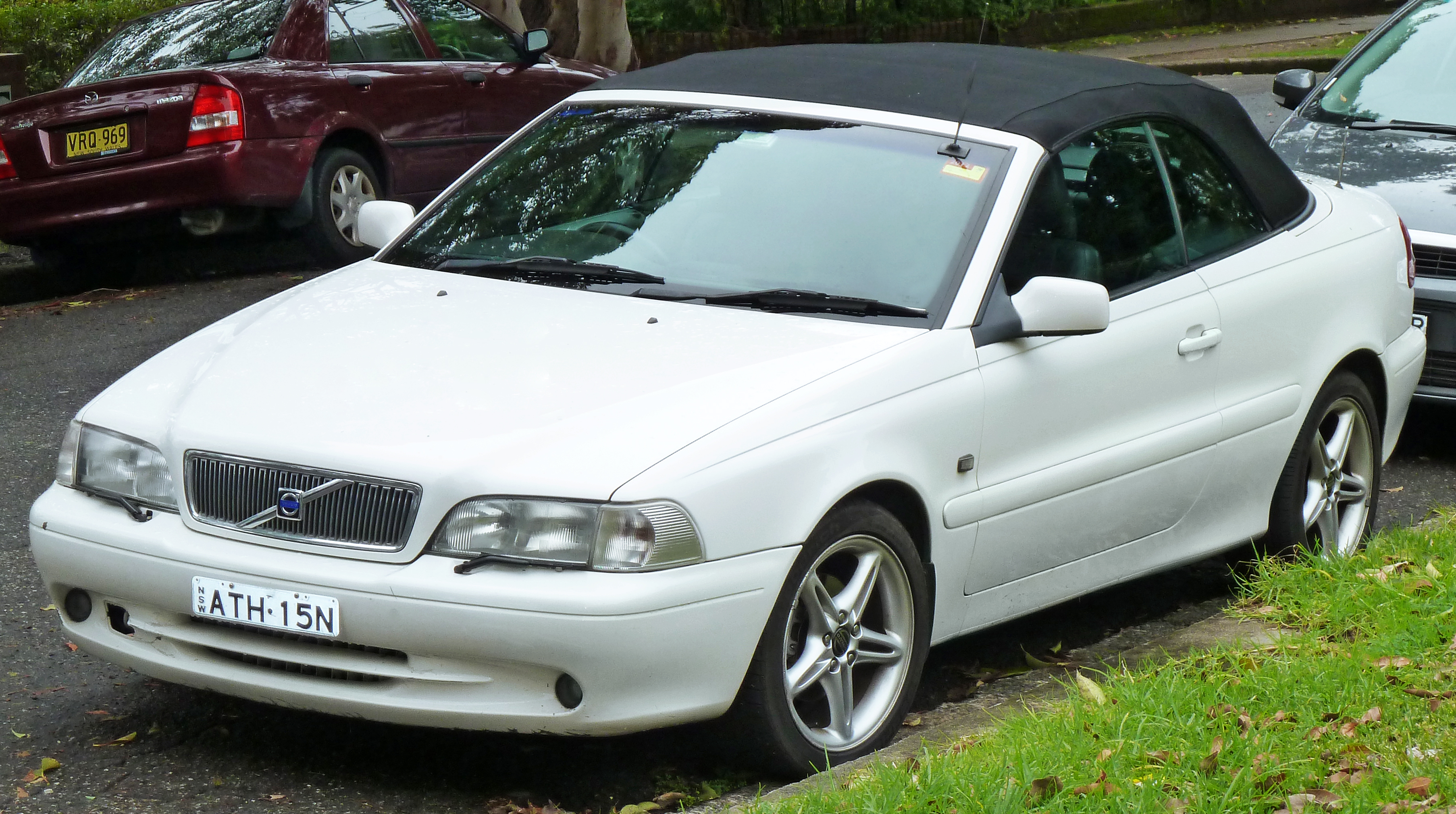
Volvo C70 convertible (1998–2005)

Під час загального занепаду автомобільної промисловості після нафтової кризи 1973 року Volvo та Saab-Scania відчували, що вони були занадто малі, щоб вижити самостійно в довгостроковій перспективі. У 1977 році були представлені плани про злиття між двома компаніями. Цей план урешті-решт наштовхнувся на опір з боку власників акцій Saab-Scania.
Volvo запустила важливу нову модель 300 серії у 1976 році, яка добре продавалась у Швеції та в багатьох інших частинах Європи, зокрема у Великій Британії.
Saab 900 був запущений у серію у 1979 році, щоб конкурувати з традиційними європейськими сімейними автомобілями.
У 1999 році компанія Volvo продала Ford Motor Company свій підрозділ Volvo Cars.

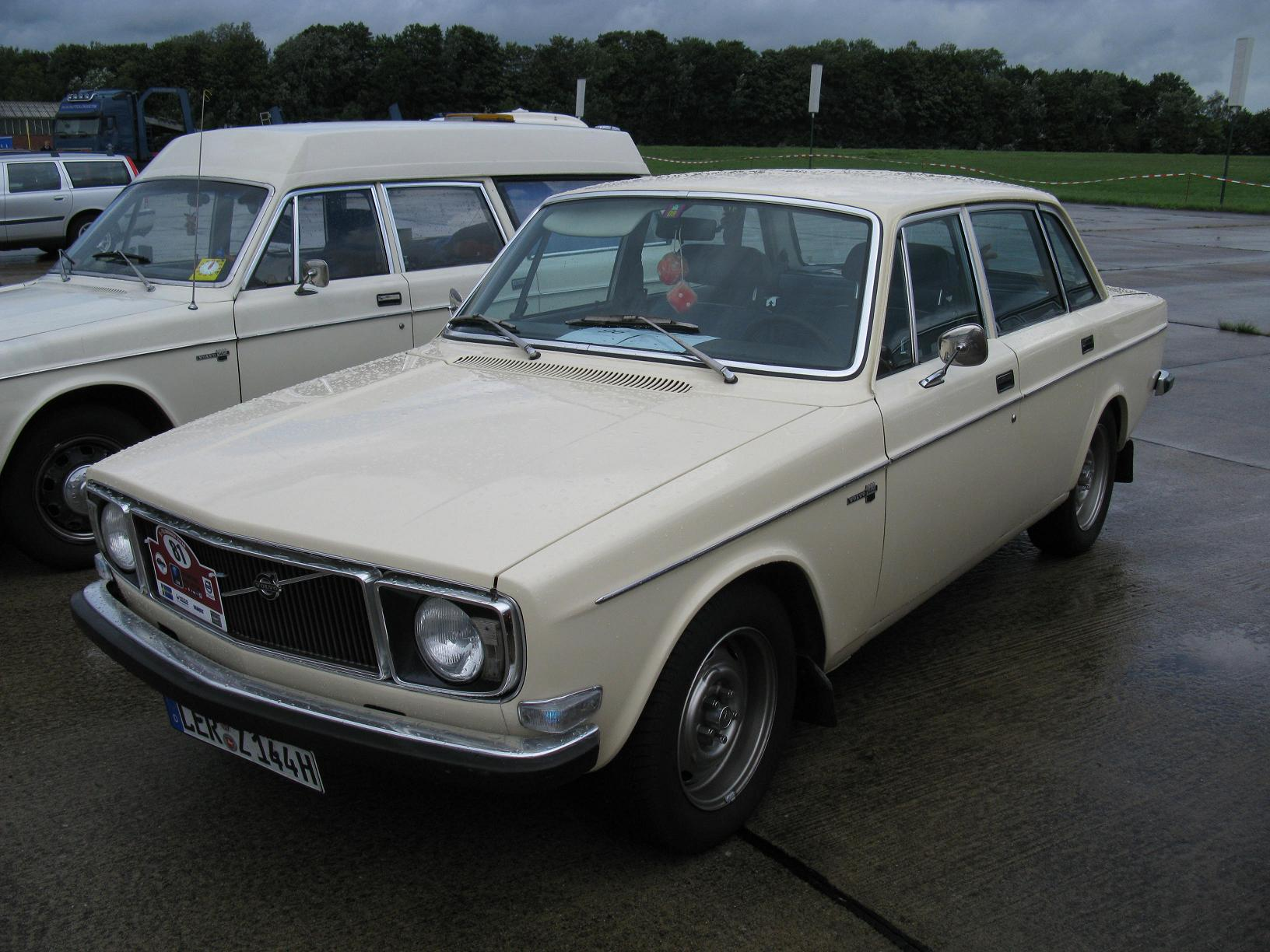
Volvo 140 (1966–1974)
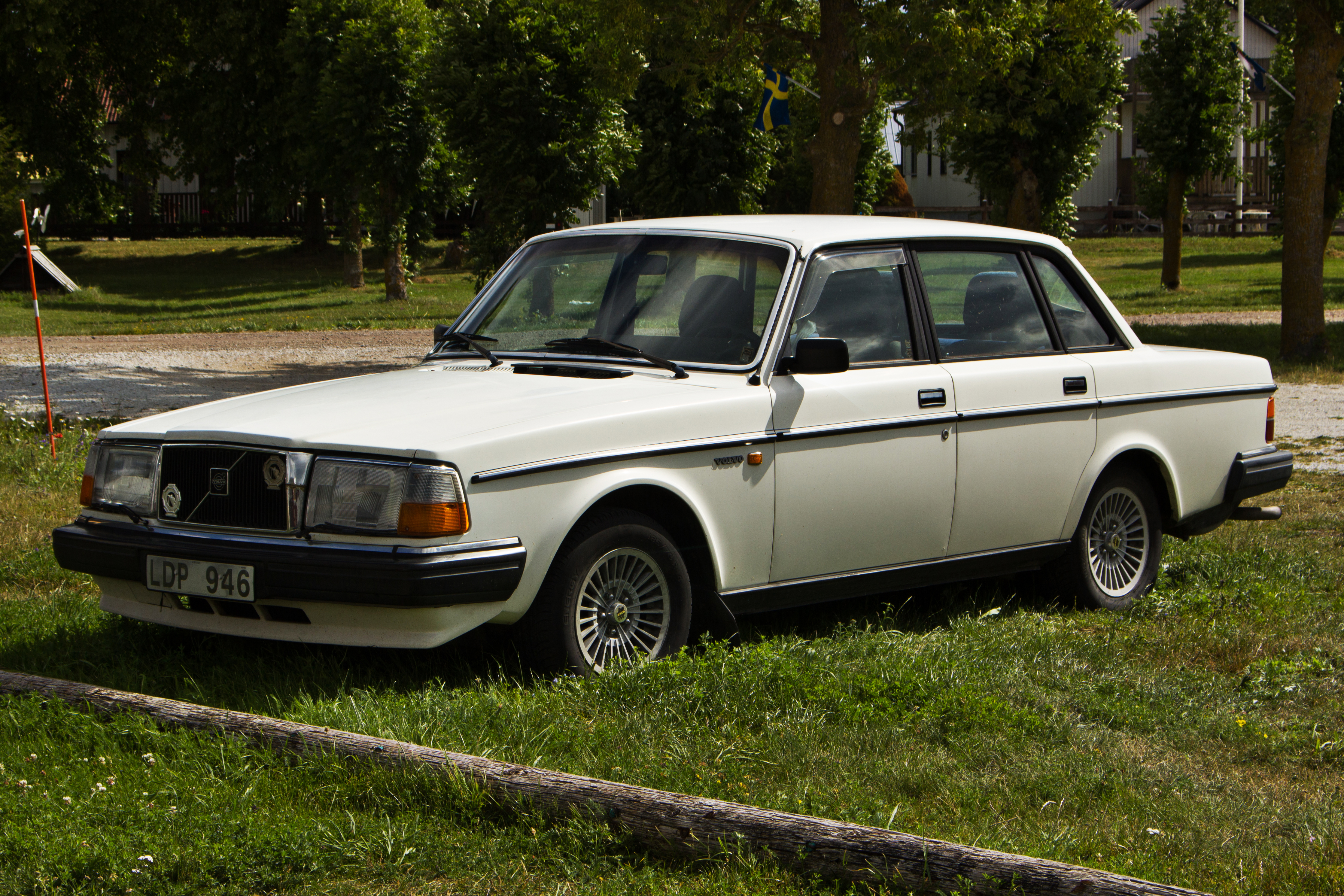
Volvo 200 (1974–1993)
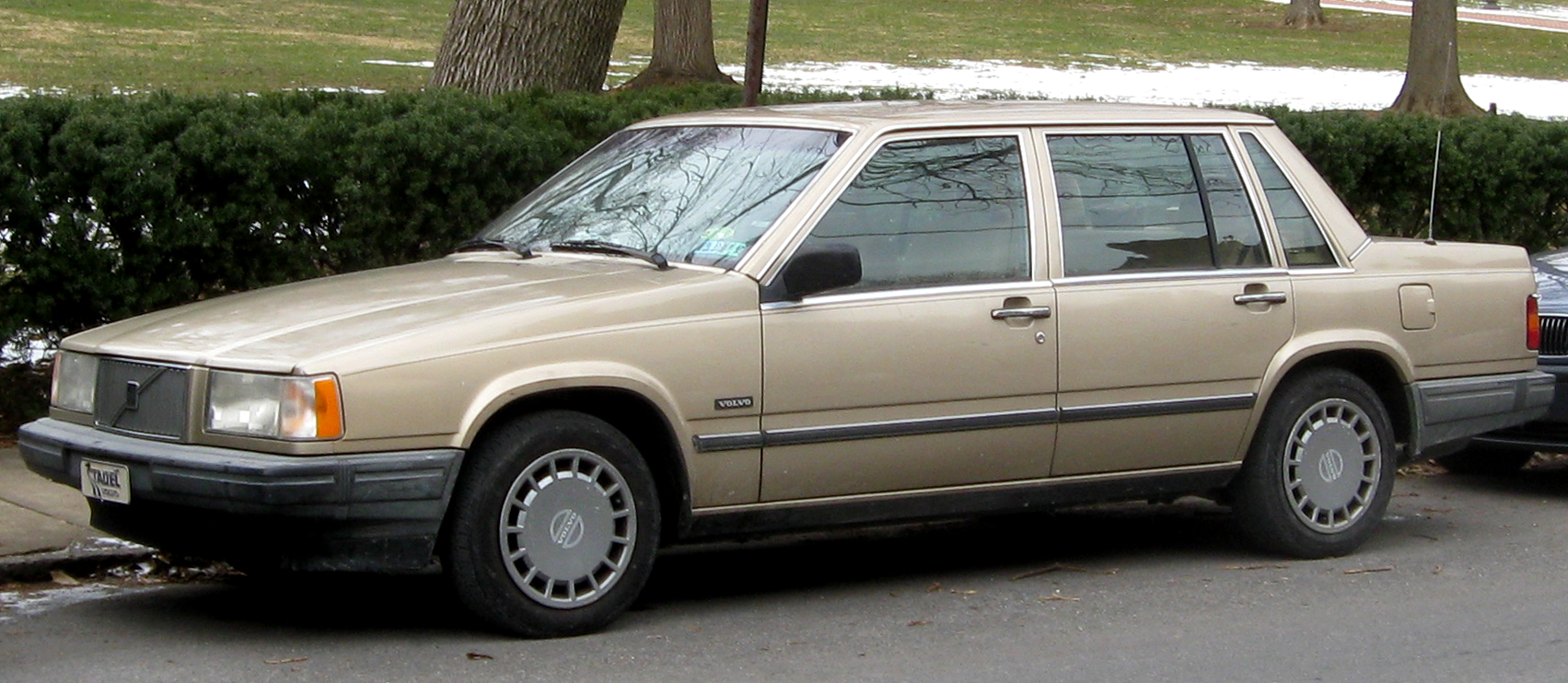
Volvo 740 (1984–1992)
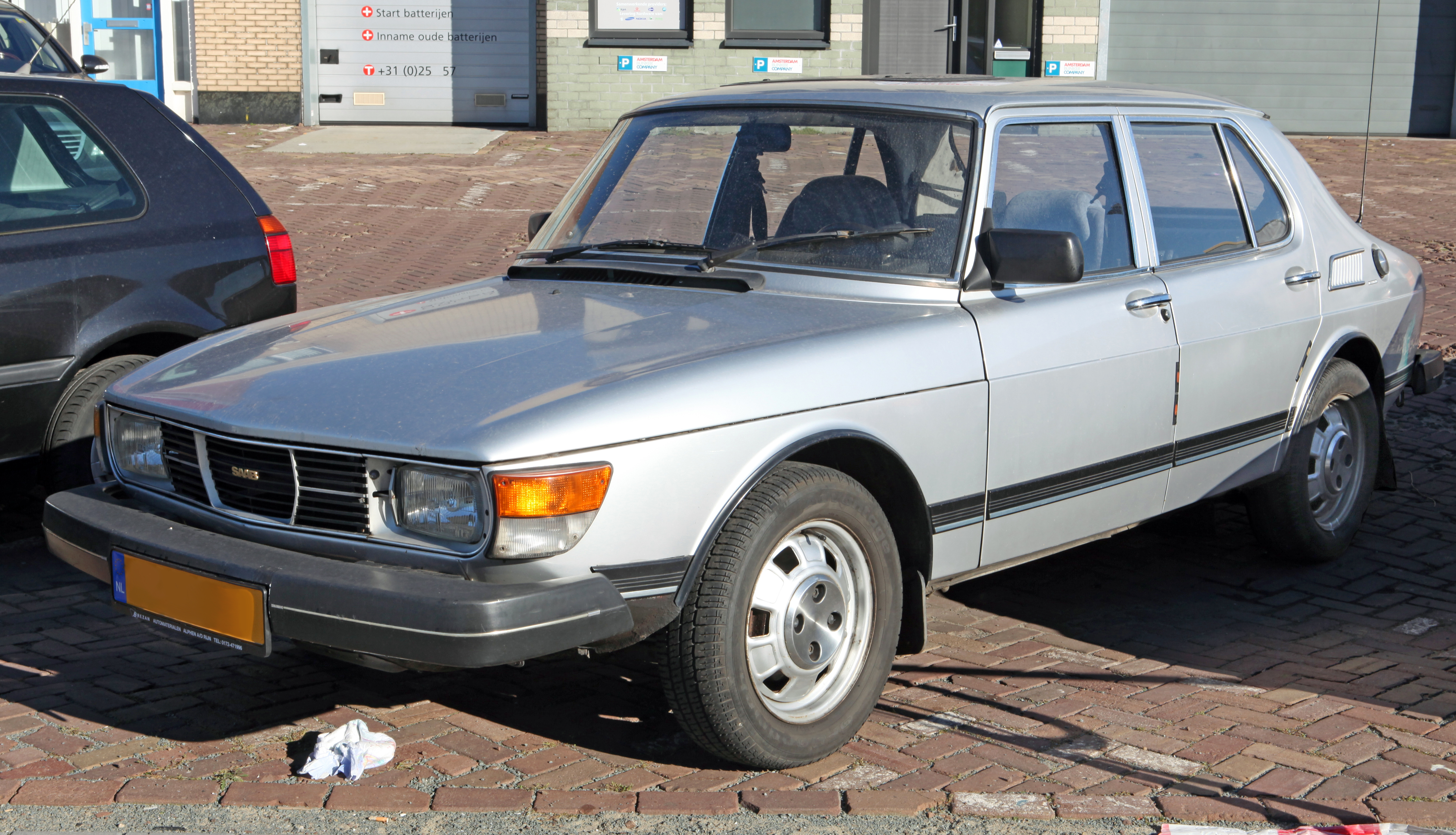
Saab 99 (1968–1984)
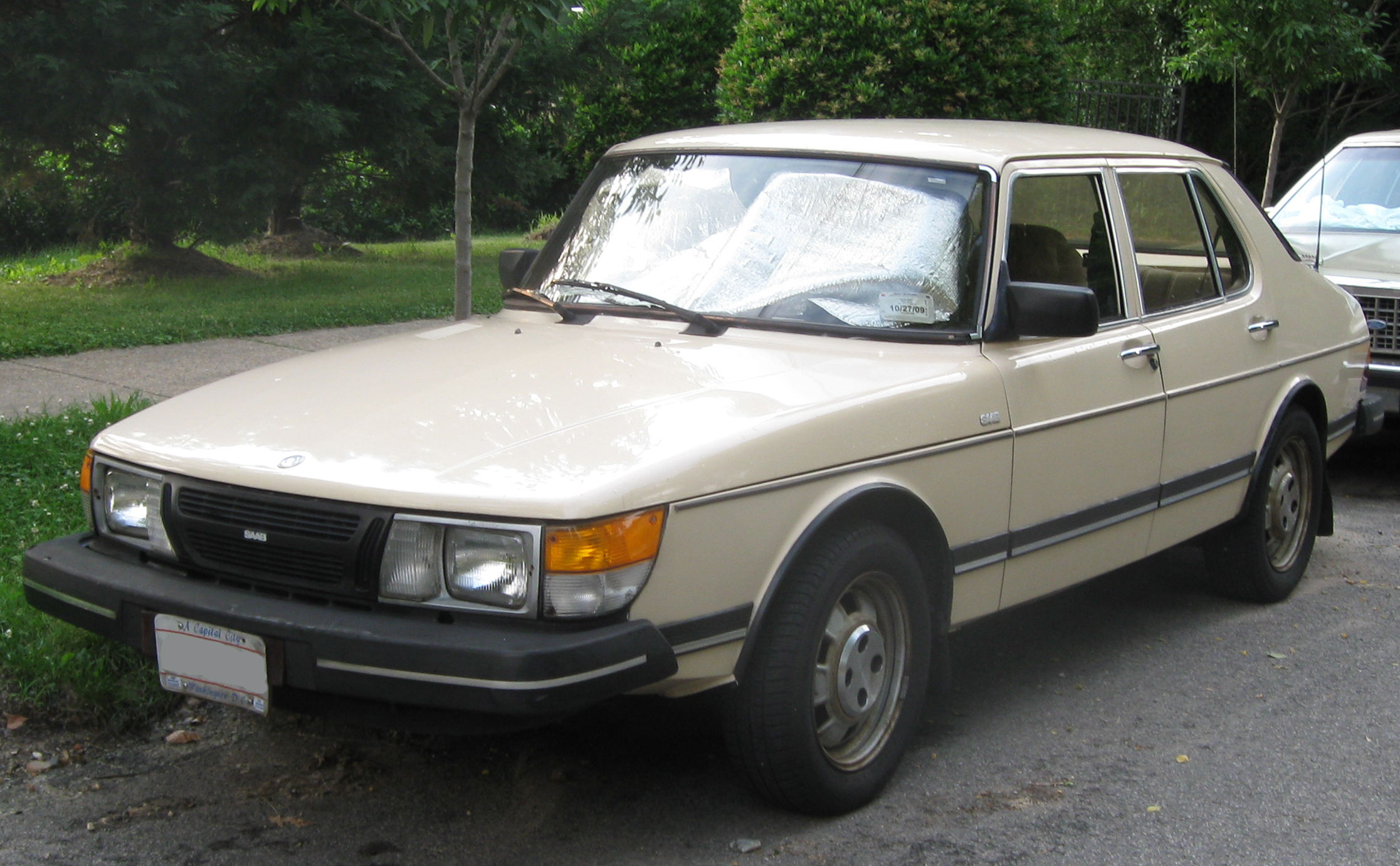
Saab 900 (1978–1993)
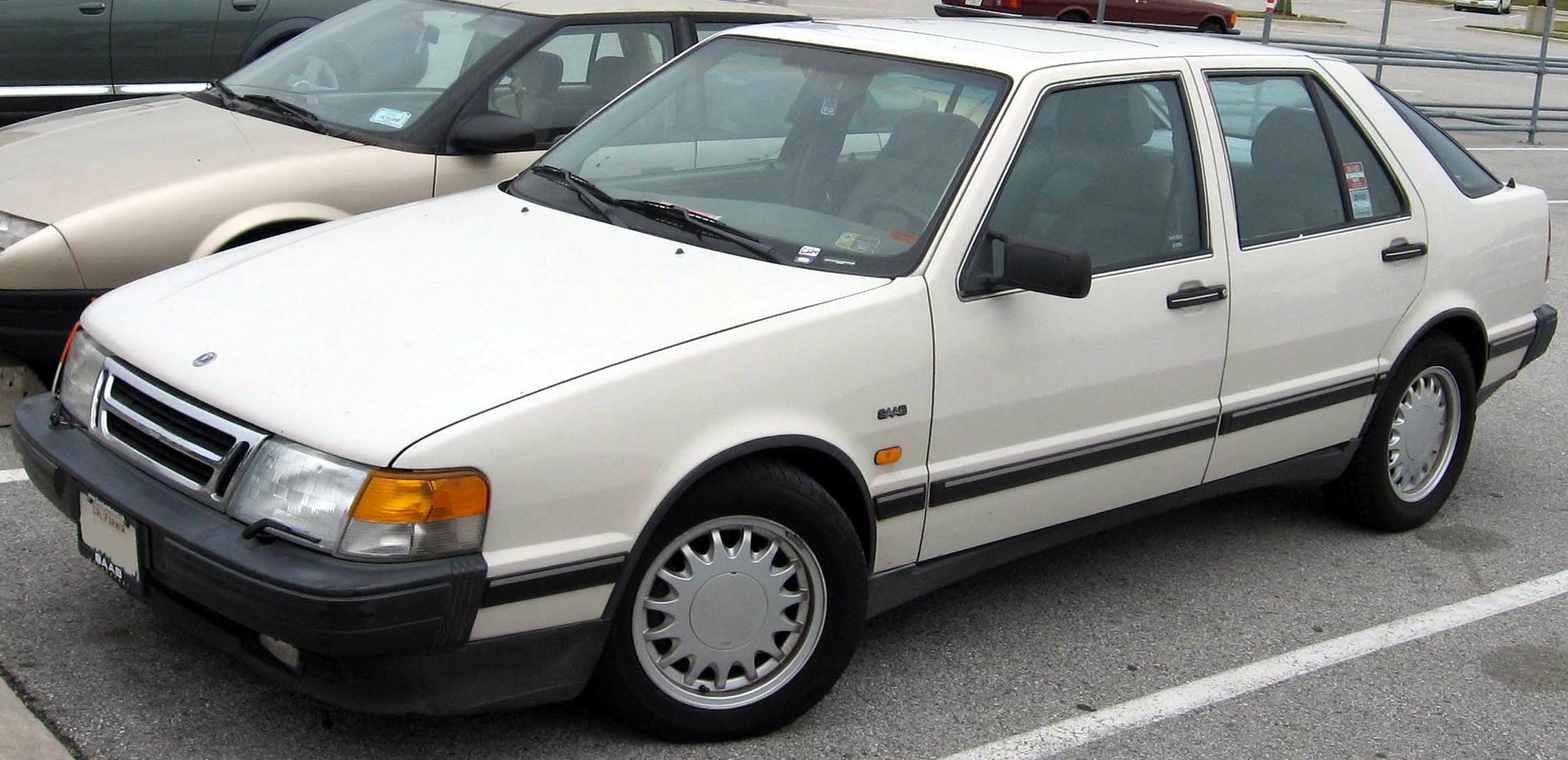
Saab 9000 (1984–1998)

### 2001—теперішній час

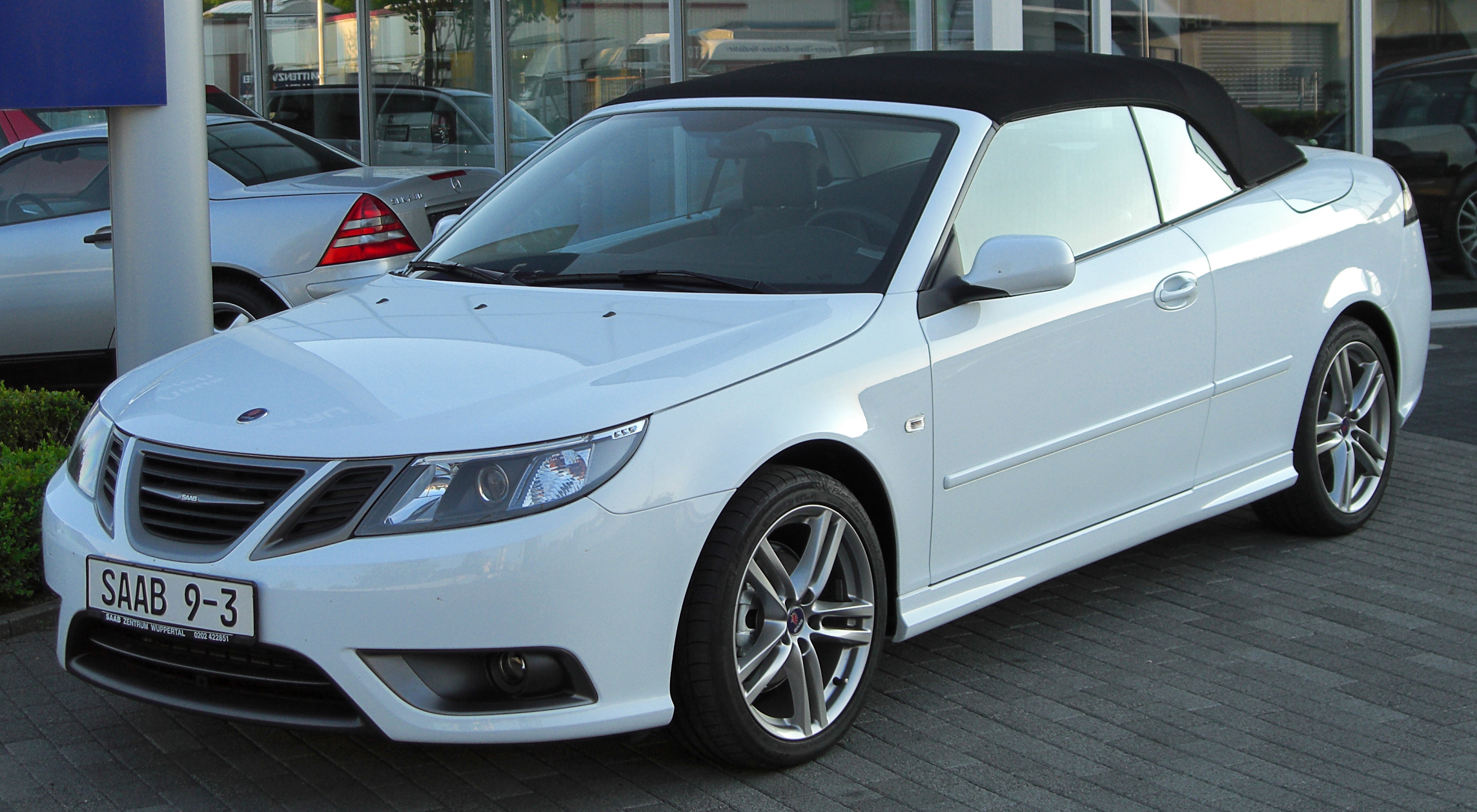
Saab 9-3 convertible (2010–2011)

У 2001 році General Motors узяв на себе частку інвестора в АВ Saab Automobile і прийняв повний контроль над своєю дочірньою компанією.
Після невдалого поглинання компанія Volvo продала свої акції Scania в Volkswagen Group на початку 2000-х років. Volkswagen з тих пір збільшив свій інтерес у Scania і, починаючи з 2008 року, Volkswagen Group є основним власником.

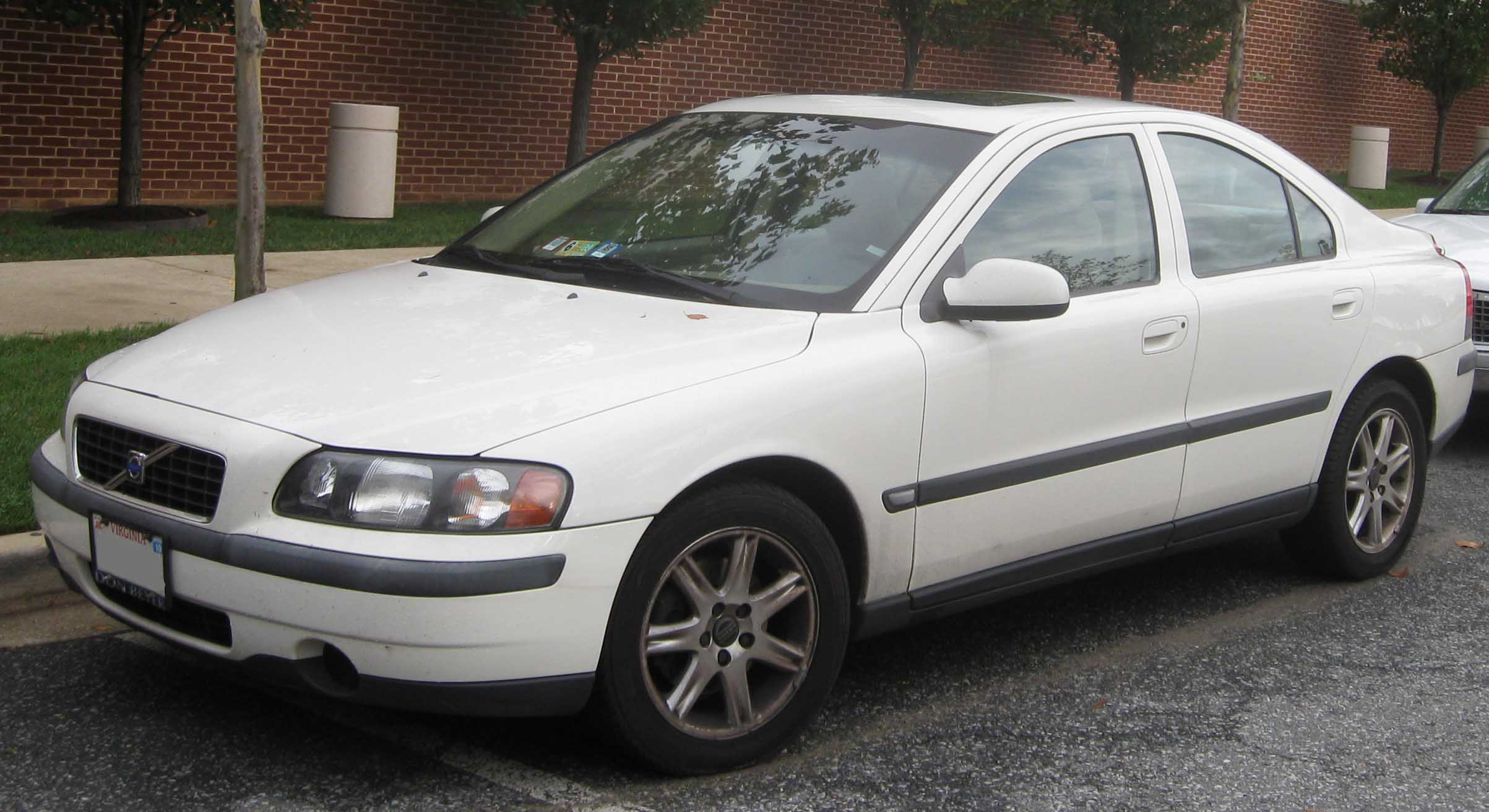
Volvo S60 (2000–2009)
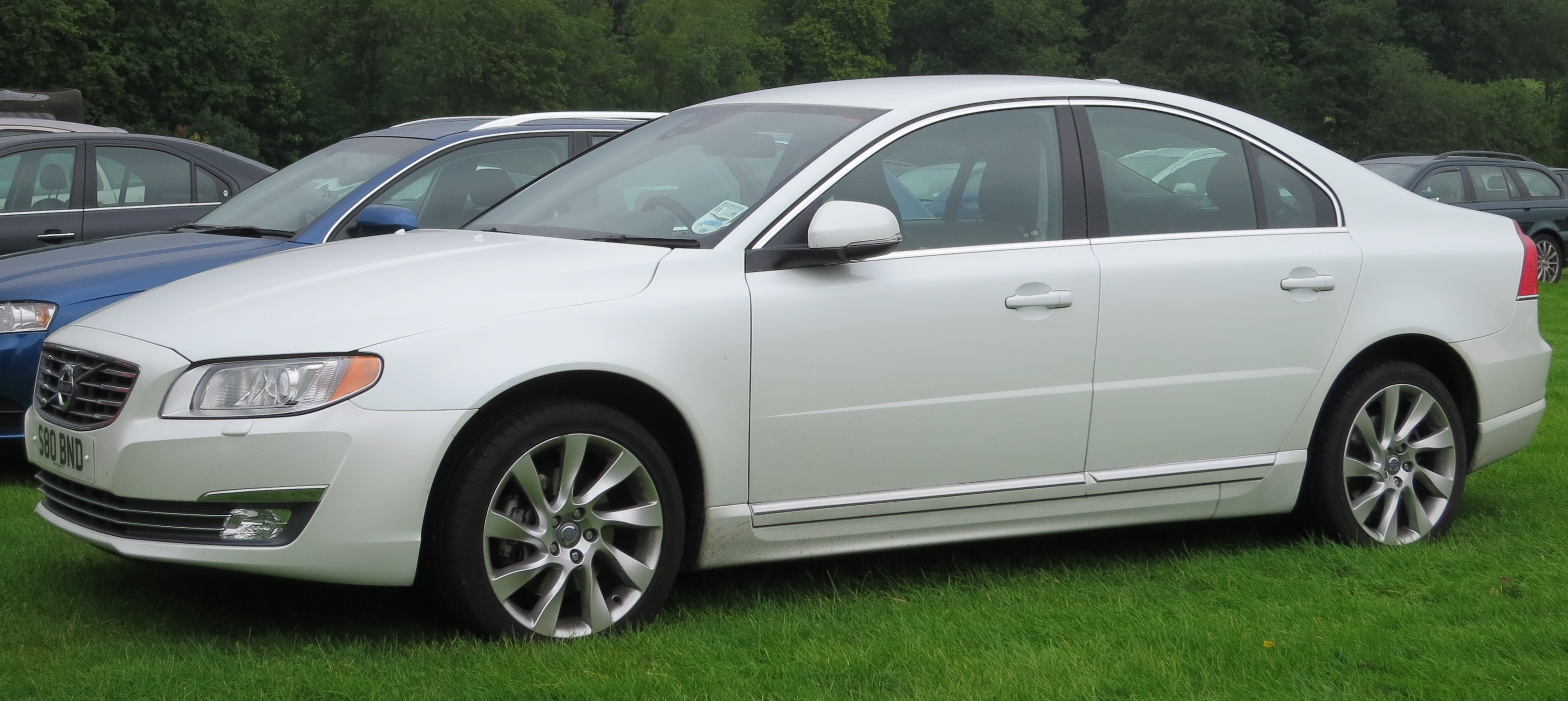
Volvo S80 (2006–2016)
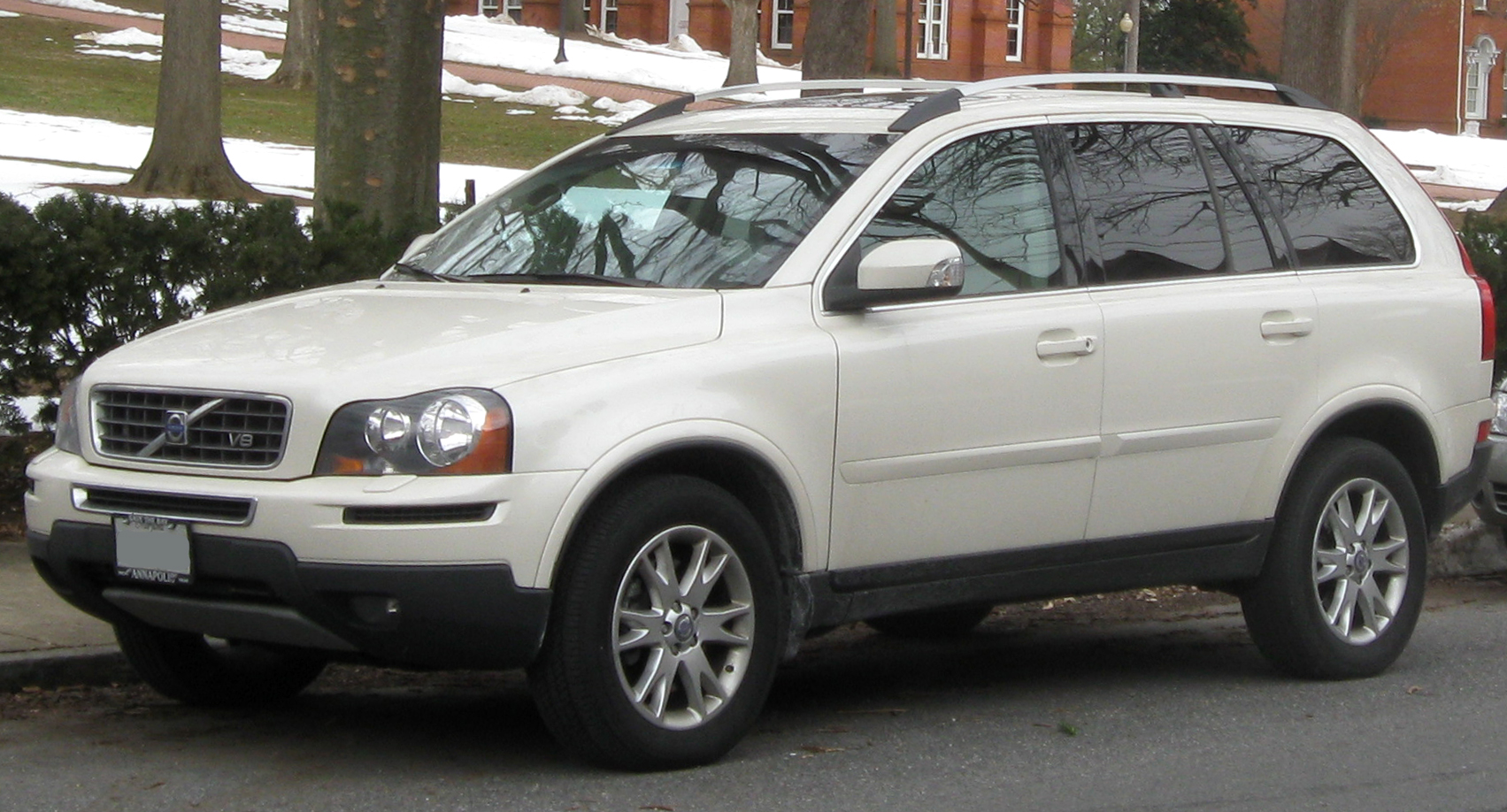
Volvo XC90 (2002–2014)
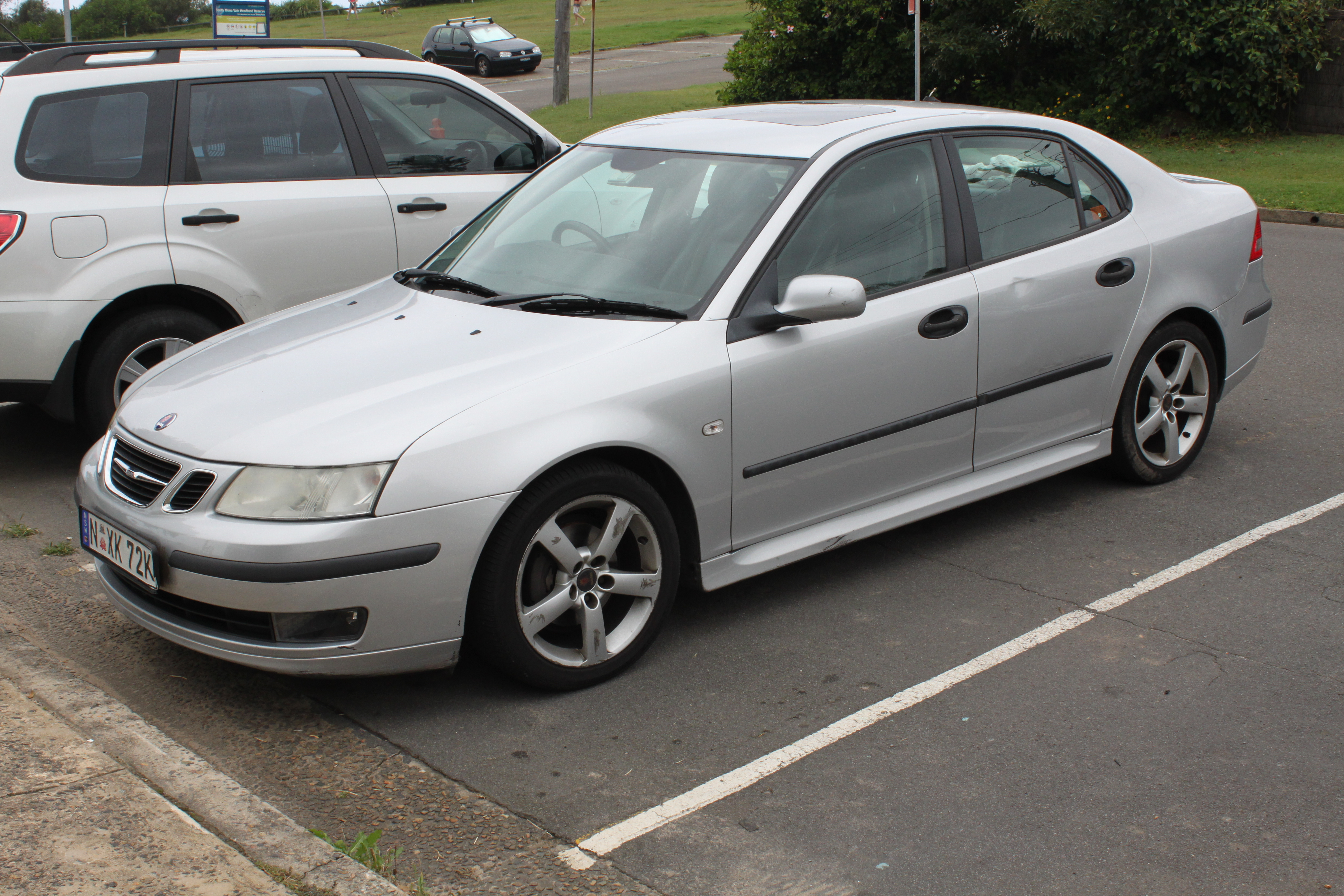
Saab 9-3 (2003–2014)
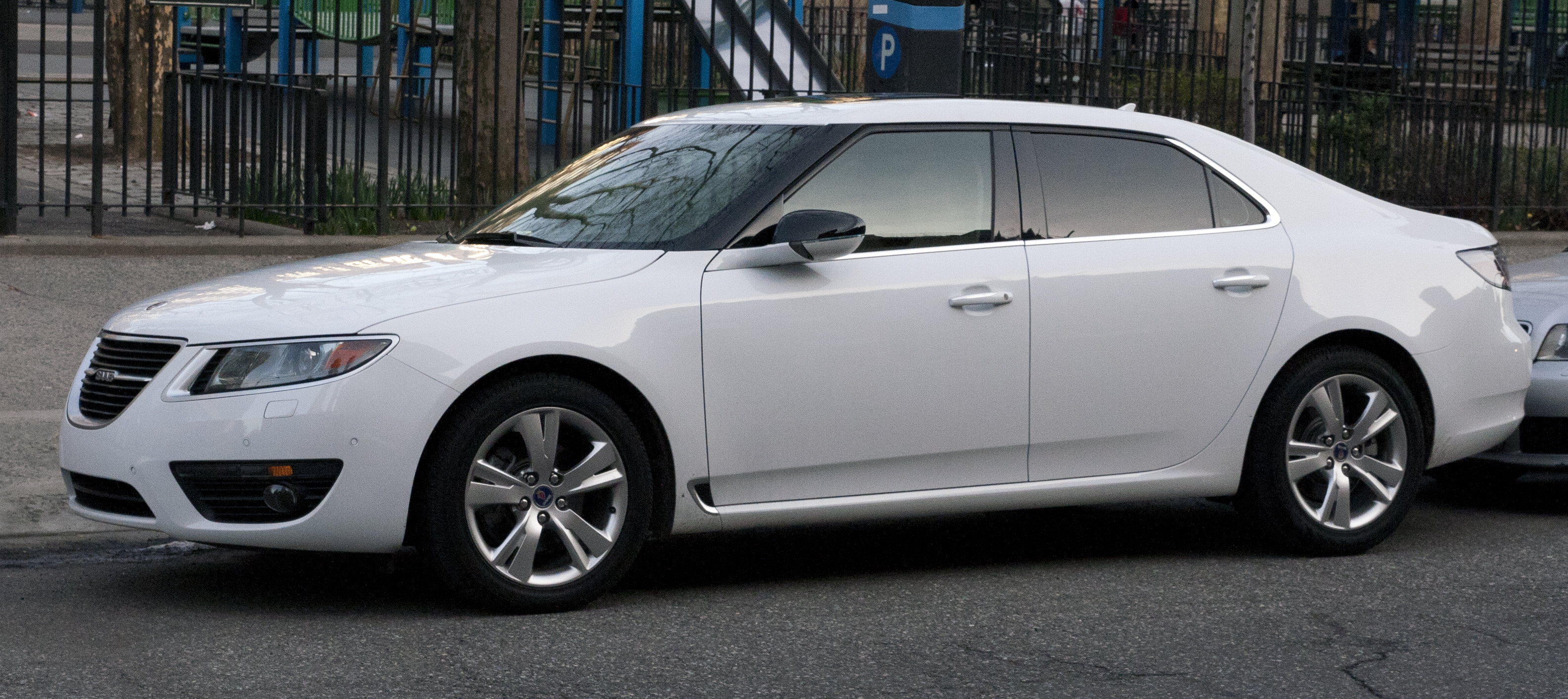
Saab 9-5 (2010–2012)
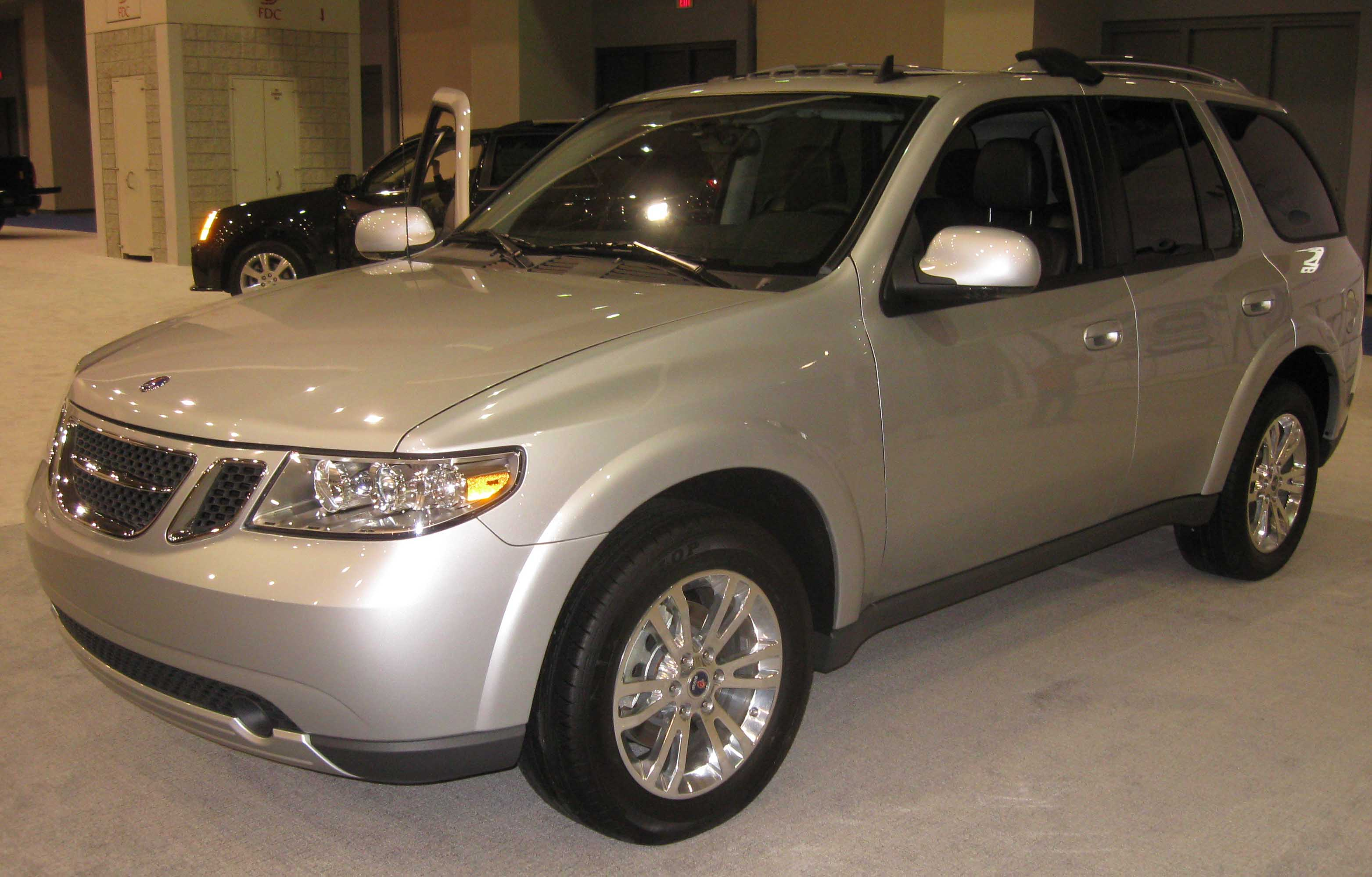
Saab 9-7X (2005–2009)

## Виробники

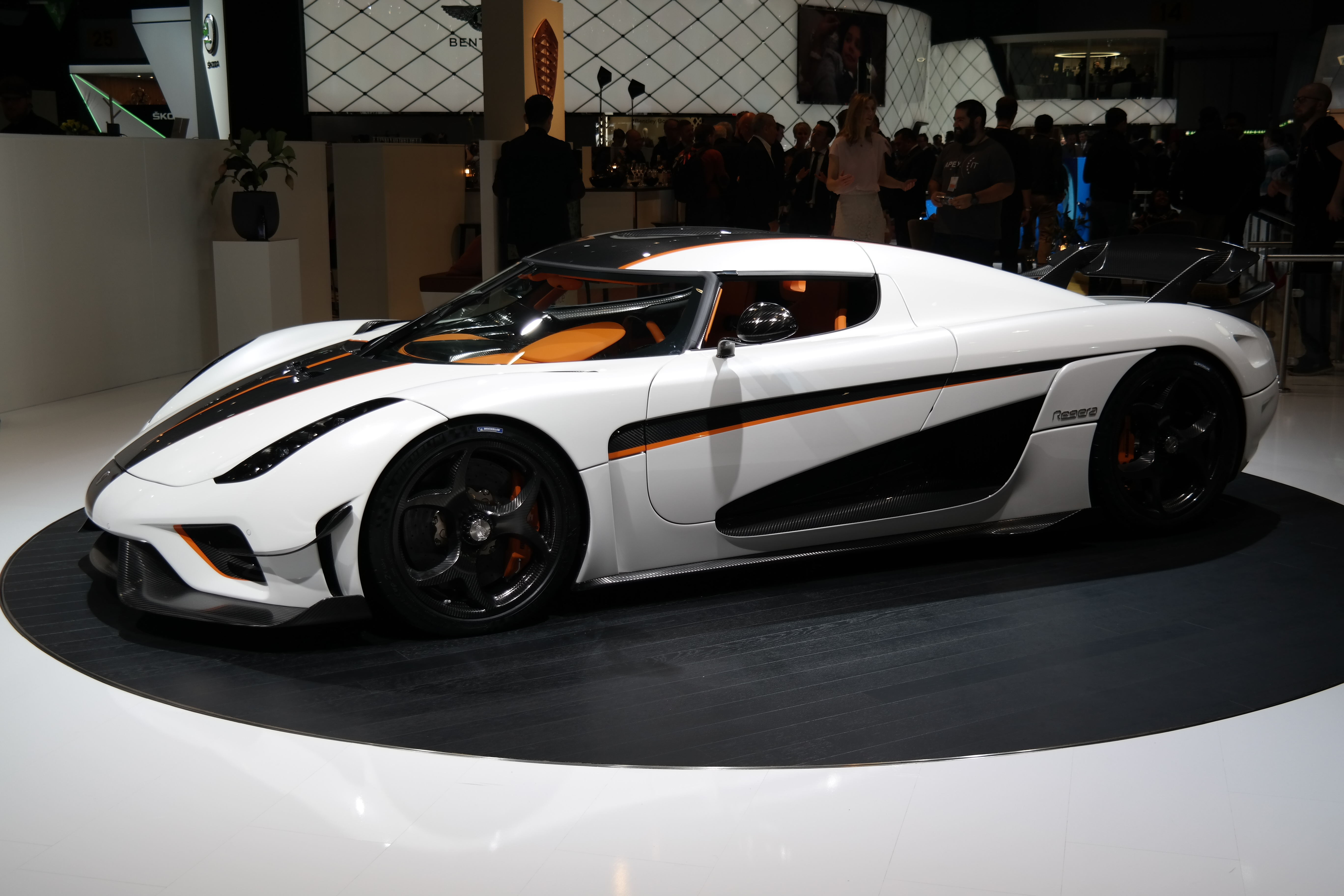
Koenigsegg Regera (2016–2022)

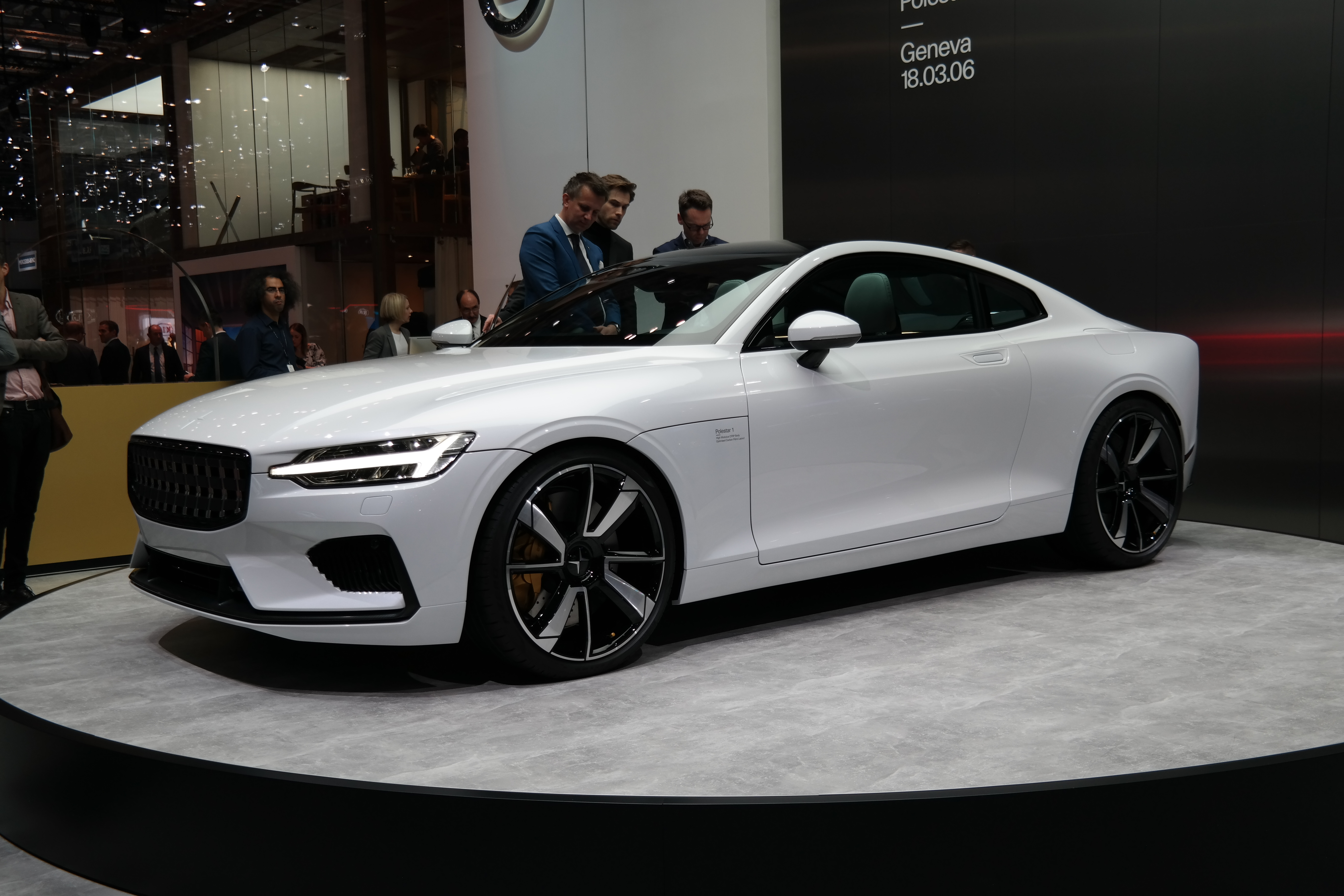
Polestar 1 (2019–2022)

### Великі
- NEVS
  - Saab
- Scania
- Volvo
  - Volvo Buses
  - Volvo Construction Equipment
  - Volvo Trucks
- Volvo Cars
  - Polestar

### Малі
- Caresto
- Dala7
- Esther
- Jösse Car
- Koenigsegg

## Обсяг виробництва за роками
У 1999 році було вироблено 494,000 автомобілів, таким чином він став піковим для автомобільної промисловості Швеції.

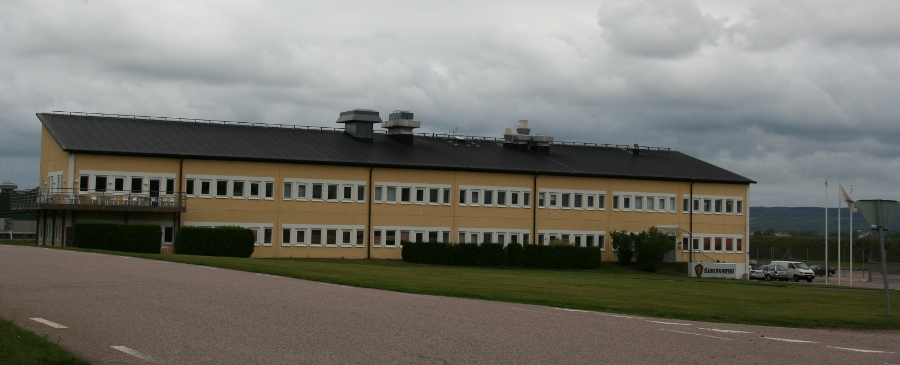
Завод Koenigsegg в Енгельгольмі

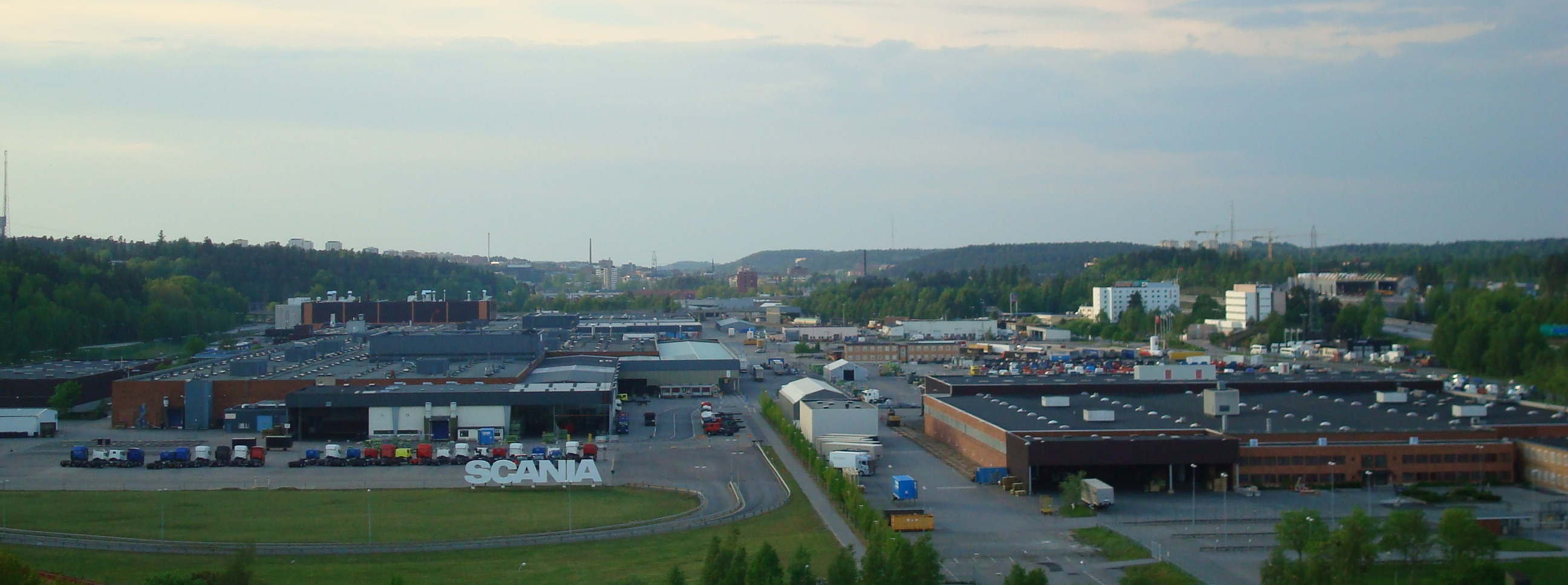
Завод Scania в Седертельє

| Рік  | Обсяг виробництва |
| ---- | ----------------- |
| 1950 | 129,000           |
| 1960 | 311,000           |
| 1970 | 317,000           |
| 1980 | 344,000           |
| 1990 | 490,000           |
| 1995 | 301,343           |
| 2000 | 339,229           |
| 2005 | 217,084           |
| 2010 | 188,969           |
| 2011 | 162,814           |
| 2012 | 161,080           |
| 2013 | 154,173           |
| 2014 | 188,987           |
| 2015 | 205,374           |
| 2016 | 226,00            |
| 2017 | 291,000           |
| 2018 | 279,000           |
| 2019 | 249,000           |
| 2020 | 258,000           |
| 2021 | 257,446           |
| 2022 | 238,955           |
| 2023 | 276,750           |